# 阿澄佳奈
阿澄 佳奈（あすみ かな、1983年8月12日 - ）は、日本の声優、歌手、舞台女優。福岡県出身。81プロデュース所属。既婚。
代表作は『WORKING!!』（種島ぽぷら）、『DOG DAYS』シリーズ（ユキカゼ・パネトーネ）、『這いよれ! ニャル子さん』（ニャル子）、『ニセコイ』（橘万里花）、『ヤマノススメ』（倉上ひなた）、『のんのんびより』（越谷小鞠）、『プリティーリズム』（春音あいら）、『ひだまりスケッチ』（ゆの）など。

## 経歴

### 生い立ち
小学生の時に運動会の映像を見た際、初めて聴いた自身の声にショックを受け、声に対してコンプレックスを抱き始める。その後中学生となり、声優がパーソナリティを務めるラジオ番組を聴き始め、声優なら自身の声を活かせるのではないかと感じ、声優業に興味を抱き始める。

### キャリア
高校生の時に福岡県の女性声優志望者からなるユニット「小梅伍」の2代目メンバーのオーディションを受け、合格した。1999年3月から2代目メンバー、2001年4月から4代目メンバーとして、KBCラジオのラジオ番組『平成アニメっ娘倶楽部』などで活動した。当初のうちは阿澄曰く客のような状態だったという。5人のうち一番年下で、お姉さん達はマイクの前で上手に話していたが、阿澄は全然言葉が出なかったという。聴くほうに回ってしまうことから、客で、いつもヘコみながら帰っていたと語る。高校3年生で2度目に参加していた時は、以前とは違う心持ちで臨み、「おしゃべりの仕方が変わったな」と感じたため、時間を置くことで「もしかしたらすこしずつ成長できていたのかもしれない」という。
『小梅伍』活動終了後、短大入学を機に上京した。当時はラジオのパーソナリティを経験し、職業としての声優への興味はより一層増していったという。ただし、小心者なため、声優を目指しても、「確実になれる」という保証がないことが怖く、親からも、「大学まではちゃんと行ってほしい」と言われていたし、「じゃあ東京で短大に行ってみたら」という話になったという。
声優の次になりたいものは保育士で、二番目の夢だったという。声優になりたい気持ちはあったが、「もっと安定した道でやりたいことが見つかれば、その道を進んでもいい」という気持ちもあり、短大で保育の勉強をしながら、その答えを見つけるつもりだったという。しかし短大での生活も実に充実し、保育の勉強は楽しく、演劇部を始めたり寮に入ったり、忙しい毎日で、卒業が目前に迫っていたという。「卒業したら仕送りもなくなるし、働かなきゃいけない」ということで、資格を取得した保育士になってみようと決めたという。
幼稚園教諭二種免許と保育士資格を取得し1年程実務経験を積むが、本格的に声優を目指すために退職した。その後は、派遣社員、アルバイトなどをして過ごす。その後、ブロッコリーに預かりで所属してから、2004年10月、阿澄佳奈に改名した。
2005年2月、ゲーム『クロスワールド 〜見知らぬ空のエターティア〜』のキャラクター（パティ・アーリア）の公開オーディションを受け、合格した。同作品のラジオ番組『クロスワールドレイディオ』のパーソナリティを務め、井口裕香、徳永愛と共に声優ユニット「CW/3」（くろわっさん）を結成した。同年5月5日、亀岡真美と共に声優ユニット「G.G.F.」に加入した（2006年3月18日、卒業コンサートをもって解散した）。
2006年4月1日より、ボイスアンドハートに所属した
。
2007年1月、オーディションを受けて初めて役をもらったテレビアニメ『ひだまりスケッチ』のゆの役にて、アニメ初の主演並びにレギュラー出演を果たし、同作品のラジオ番組『ひだまりラジオ』で初の単独パーソナリティを務める。
2008年1月7日、81プロデュースに移籍した。
2009年3月7日、第3回声優アワードで新人女優賞を受賞した。
2010年7月27日、片岡あづさ、原紗友里と共に声優ユニット「LISP」を結成し、同年10月27日デビューした（2011年7月31日、SHIBUYA-AXで行われたライブをもって活動を休止）。

### 現在まで
2012年10月12日、松来未祐、大坪由佳と共に歌唱した、テレビアニメ『這いよれ! ニャル子さん』のオープニングテーマ「太陽曰く燃えよカオス」が、第17回アニメーション神戸にて主題歌賞（ラジオ関西賞）を受賞した。
2013年3月2日、第7回声優アワードで主演女優賞を受賞した。また、松来未祐、大坪由佳と共に声優ユニット「後ろから這いより隊G」のメンバーとして歌唱賞を受賞した。
2014年1月15日、自身のブログで結婚したことを発表した。
2021年12月31日、『阿澄佳奈 星空ひなたぼっこ』及び自身のTwitterで、3年前に離婚していたこと、2021年に再婚をし妊娠したことを発表した。
2022年5月17日、自身のTwitterで、出産したことを報告した。

## 人物・特色
声種はソプラノ。方言は博多弁。「心を癒すやわらかなボイス」と評される。
役柄としては、一風変わった性格のヒロイン、背丈と年齢にギャップをもつ女性役などトーンの高い独特な声質を活かした役柄を多く担当。
好物はアップルパイ。趣味は読書、ラジオ、演劇、歌、ピアノ、日記を書くこと。特技は剣道、速寝。好きな言葉は「のんびり第一」。
多くのラジオ番組に出演し、ファンに親しまれている。『ひだまりラジオ』第5回（2007年4月25日）において、松来未祐が「"す"が多くて楽しい」と言う理由で発した「いぇすっ！ アスミス!!」という言葉が、『ひだまりラジオ』のラジオCDでは、サブタイトルとして採用された。
バーチャルYouTuberの『なちょこ』とは友人である。
姉がいる。

## 出演
太字はメインキャラクター。

### テレビアニメ
2005年
- Canvas2 〜虹色のスケッチ〜（ウェイトレス、合唱部員）

2007年
- しゅごキャラ!（2007年 - 2010年、ラン） - 3シリーズ
- 神曲奏界ポリフォニカ（クスノメ・マニエティカ）
- スイスイ!フィジー!（デュワワ、ぞうばなくん）
- 天元突破グレンラガン（キヤル・バチカ）
- ひだまりスケッチ（2007年 - 2012年、ゆの） - 4シリーズ + 特別編4本
- PRISM ARK（ブリジット）
- ぼくらの（宇白可奈〈カナ〉）

2008年
- ARIA The ORIGINATION（夢野杏）
- 今日の5の2（平川ナツミ）
- 恋姫†無双（子供）
- 地獄少女 シリーズ（2008年 - 2017年、椎名珠代） - 2シリーズ
- セキレイ（2008年 - 2010年、佐橋ユカリ） - 2シリーズ
- テレパシー少女 蘭（由梨）
- ハヤテのごとく!（2008年 - 2013年、桜井P、日比野文、シラヌイ、子供、店員、生徒A） - 4シリーズ
- ぷるるんっ!しずくちゃん あはっ☆（けむりん）
- PERSONA -trinity soul-（茅野めぐみ）
- 無限の住人（茶屋娘）
- ロザリオとバンパイア（侍女、水野すまえ、生徒） - 2シリーズ

2009年
- うみものがたり 〜あなたがいてくれたコト〜（マリン）
- エグザムライ戦国（リンカ、町娘、女性）
- けんぷファー（2009年 - 2011年、近堂水琴、チッソクノライヌ） - 1シリーズ + 特別編
- 懺・さよなら絶望先生（マリアの友人）
- ティアーズ・トゥ・ティアラ（女の子）
- とある魔術の禁書目録（2009年 - 2019年、風斬氷華） - 3シリーズ
- とらドラ!（狩野さくら）
- ミラクル☆トレイン〜大江戸線へようこそ〜（明日香）

2010年
- アマガミSS（2010年 - 2012年、橘美也） - 2シリーズ
- ポケットモンスター ベストウイッシュ（エミー）
- えむえむっ!（砂戸静香、男の子）
- Angel Beats!（入江みゆき）
- 会長はメイド様!（ほのか）
- 神のみぞ知るセカイ（2010年 - 2013年、小阪ちひろ） - 3シリーズ
- ぬらりひょんの孫（2010年 - 2011年、巻紗織、女） - 2シリーズ
- 這いよる! ニャルアニ リメンバー・マイ・ラブ（クラフト先生）（ニャル子）
- WORKING!!（2010年 - 2015年、種島ぽぷら） - 3シリーズ

2011年
- アスタロッテのおもちゃ!（イサドーラ・フィンスドッティル / ドーラ）
- C3 -シーキューブ-（実耶麻渦奈）
- たまゆら シリーズ（2011年 - 2013年、塙かおる） - 2シリーズ
- DOG DAYS（2011年 - 2015年、ユキカゼ・パネトーネ） - 3シリーズ
- バクマン。（2011年 - 2013年、南波かな） - 2シリーズ
- ひめチェン!おとぎちっくアイドル リルぷりっ（山森ぼたん）
- プリティーリズム・オーロラドリーム（春音あいら）
- まよチキ!（鳴海ナクル）
- 47都道府犬（福岡犬）

2012年
- あの夏で待ってる（北原美桜）
- えびてん 公立海老栖川高校天悶部（戸田山響子）
- 銀魂'（時子）
- 探偵オペラ ミルキィホームズ Alternative ONE & TWO（リリー・アドラー） - 前後編
- 這いよれ! ニャル子さん（2012年 - 2013年、ニャル子） - 2シリーズ
- 武装神姫（アン / 天使型 アーンヴァルMk.2、CA神姫、テロリスト神姫白・赤・黒、特殊部隊神姫A・B）
- ブラック★ロックシューター（神足ユウ / ストレングス）
- プリティーリズム・ディアマイフューチャー（春音あいら）
- 僕の妹は「大阪おかん」（石原浪花）
- めだかボックス アブノーマル（行橋未造）
- ヨルムンガンド（リリアーヌ）

2013年
- 犬とハサミは使いよう（春海円香）
- ささみさん@がんばらない（月読鎖々美）
- 翠星のガルガンティア（メルティ）
- 世界でいちばん強くなりたい!（宮澤エレナ）
- 超次元ゲイム ネプテューヌ THE ANIMATION（ブラン / ホワイトハート）
- DEVIL SURVIVOR2 the ANIMATION（アイリ / 伴亜衣梨）
- のんのんびより（2013年 - 2021年、越谷小鞠） - 3シリーズ
- プリティーリズム・レインボーライブ（涼野鶴）
- マギ The kingdom of magic（トト）
- 機巧少女は傷つかない（フレイ）
- ヤマノススメ（2013年 - 2022年、倉上ひなた、園児B） - 4シリーズ

2014年
- ウィッチクラフトワークス（氷尾凍子）
- ガールフレンド（仮）（戸村美知留）
- 彼女がフラグをおられたら（召喚寺菊乃）
- 神々の悪戯（バルドル〈幼少期〉）
- ストライク・ザ・ブラッド（暁零菜）
- ニセコイ（2014年 - 2015年、橘万里花） - 2シリーズ
- 花物語（沼地蠟花）
- プリティーリズム・オールスターセレクション（春音あいら）
- メカクシティアクターズ（エネ / 榎本貴音）
- 龍ヶ嬢七々々の埋蔵金（壱級天災）

2015年
- Classroom☆Crisis（能年ユナ）
- クロスアンジュ 天使と竜の輪舞（大巫女 / アウラ・ミドガルディア）
- コンクリート・レボルティオ〜超人幻想〜（2015年 - 2016年、興梠美枝子） - 2シリーズ
- スタミュ（2015年 - 2019年、那雪ゆうき） - 3シリーズ
- どうしても干支にはいりたい（2015年 - 2020年、サル） - 2シリーズ
- 魔法少女リリカルなのはViVid（シャンテ・アピニオン、アスティオン）
- ミス・モノクローム -The Animation-（紺野やよい、かな、女性） - 2シリーズ

2016年
- 金田一少年の事件簿R（月江茉莉香）
- 3月のライオン（香車ニャー、飛車ニャー、龍のニャー）
- 3ねんDぐみガラスの仮面（北島マヤ）
- ディバインゲート（シルフ）
- なめこ〜せかいのともだち〜（生春巻きなめこ）
- ハイスクール・フリート（鏑木美波）
- ViVid Strike!（アスティオン、シャンテ・アピニオン）
- ファンタシースターオンライン2 ジ アニメーション（パティ）
- 魔法少女?なりあ☆がーるず（氷の女王 / お母さん）
- ラブライブ!サンシャイン!!（2016年 - 2017年、高海志満） - 2シリーズ
- レガリア The Three Sacred Stars（ノア・クレイス）
- Lostorage incited WIXOSS（2016年 - 2018年、カーニバル） - 2シリーズ

2017年
- カミワザ・ワンダ（アメイジング）
- 笑ゥせぇるすまんNEW（高島ミツコ）
- 縁結びの妖狐ちゃん（塗山スース、塗山紅紅）
- クレヨンしんちゃん（女の子）
- シルバニアファミリー ミニストーリー（2017年 - 2018年、ショコラウサギのお母さん） - 2シリーズ
- UQ HOLDER! 〜魔法先生ネギま!2〜（古菲）
- 魔法陣グルグル（花の精霊A）
- いつだって僕らの恋は10センチだった。（早坂あかり）

2018年
- うちのウッチョパス（アンちゃん）
- 銀の墓守り（西風）
- 宇宙よりも遠い場所（轟信恵）
- ラストピリオド -終わりなき螺旋の物語-（鶴海ひまり）
- キラッとプリ☆チャン（2018年 - 2021年、七星あいら、春音あいら）
- ISLAND（枢都夏蓮、カレン・クルツ）
- ぐらんぶる（2018年 - 2025年、吉原愛菜） - 2シリーズ
- 閃乱カグラ SHINOVI MASTER -東京妖魔篇-（雪不帰）
- CONCEPTION（リリス、リリィ、ジェミ）

2019年
- ブギーポップは笑わない（衣川琴絵）
- 転生したらスライムだった件（2019年 - 2024年、トライア） - 3シリーズ
- ぼくたちは勉強ができない（海原智波） - 2シリーズ
- 女子高生の無駄づかい（まほ）
- 名探偵コナン（2019年 - 2025年、朝倉有里、有原夢乃）
- ファンタシースターオンライン2 エピソード・オラクル（2019年 - 2020年、パティ）

2020年
- プリンセスコネクト!Re:Dive（2020年 - 2022年、リノ） - 2シリーズ
- 戦乙女の食卓（2020年 - 2021年、ブローニャ・ザイチク） - 2シリーズ
- 憂国のモリアーティ（2020年 - 2021年、ミス・ハドソン） - 2シリーズ
- くまクマ熊ベアー（アトラ）

2021年
- IDOLY PRIDE（ラジオ番組MC）
- オルタンシア・サーガ（ラクロワ）
- 転生したらスライムだった件 転スラ日記（トライア）
- ビルディバイド（2021年 - 2022年、皆口あまね） - 2シリーズ

2022年
- 社畜さんは幼女幽霊に癒されたい。（涼子）
- かぎなど（入江）

2023年
- 魔王学院の不適合者 II 〜史上最強の魔王の始祖、転生して子孫たちの学校へ通う〜（2023年 - 2024年、大精霊レノ） - 2シリーズ
- 幻日のヨハネ -SUNSHINE in the MIRROR-（シマ）
- てんぷる（蒼葉大僧正 / 蒼葉月那）

2024年
- 魔法少女にあこがれて（ヴァーツ）
- ひみつのアイプリ（2024年 - 2025年、青空ひなの）
- 結婚するって、本当ですか（小宮夏海）
- 2.5次元の誘惑（ノキエル）

2025年
- プリンセッション・オーケストラ（佐藤かえで）

### 劇場アニメ
- 鉄コン筋クリート（2006年、宝町の皆さん）
- 劇場版 天元突破グレンラガン（2008年 - 2009年、キヤル） - 2部作
- 劇場版MAJOR メジャー 友情の一球（2008年、細川茂）
- 劇場版 魔法先生ネギま! ANIME FINAL（2011年、古菲）
- 劇場版 魔法少女まどか☆マギカ（2013年 - 2026年、百江なぎさ[156][157]） - 2作品[一覧 36]
- プリティーシリーズ（2014年 - 2018年、春音あいら） - 3作品[一覧 37]
- カゲロウデイズ -in a day's-（2016年、エネ[161]）
- 告白実行委員会〜恋愛シリーズ〜（2016年、早坂あかり[162][163]） - 2作品[一覧 38]
- 映画 プリキュアドリームスターズ!（2017年、サクラ[164]）
- 魔法少女リリカルなのは Reflection / Detonation（2017年 - 2018年、ユーリ[165][166]） - 2部作
- 劇場版 のんのんびより ばけーしょん（2018年、越谷小鞠[167]）
- ラブライブ!サンシャイン!! The School Idol Movie Over the Rainbow（2019年、高海志満）
- 劇場版 ハイスクール・フリート（2020年、鏑木美波[168]）
- モンスターストライク THE MOVIE ルシファー 絶望の夜明け（2020年、サンダルフォン）
- ARIA The CREPUSCOLO（2021年、夢野杏）

### OVA
2009年
- 今日の5の2 放課後（平川ナツミ）
- 聖闘士星矢 THE LOST CANVAS 冥王神話（アガシャ）
- 珍遊記 -太郎とゆかいな仲間たち-（おおつき）
- 這いよる! ニャルアニ（ニャル子）
- ハヤテのごとく!! アツがナツいぜ 水着編!（日比野文）

2010年
- グレンラガン パラレルワークス2（キヤル・バチカ）
- 閃光のナイトレイド 特別編（小燕） - Blu-ray & DVD 第4巻収録
- たまゆら（2010年 - 2016年、塙かおる） - 2シリーズ+TV1期5.5話+TV2期8.5話
- ブラック★ロックシューター（ユウ）
- 魔法先生ネギま! 〜もうひとつの世界〜（古菲〈第4話〉）

2011年
- 神のみぞ知るセカイ 4人とアイドル（小阪ちひろ）
- 武装神姫 MOON ANGEL（01 / かぐや / アーンヴァルMk.2型）

2012年
- C3 -シーキューブ-（実耶麻渦奈） - BD/DVD第5巻TV未放送話
- 堀さんと宮村くん -新学期-（奥山有菜）

2013年
- 翠星のガルガンティア（2013年 - 2015年、メルティ） - 第14話+『めぐる航路、遥か』
- ヤマノススメ（2013年 - 2017年、倉上ひなた、園児B） - TV1期13合目+TV2期6.5合目&100合目+『おもいでプレゼント』

2014年
- OVA あの夏で待ってる 特別編（北原美桜）
- 彼女がフラグをおられたら（召喚寺菊乃） - 文庫第11巻OAD付き限定版
- 超次元ゲイム ネプテューヌ 第13話（ブラン / ホワイトハート） - Blu-ray & DVD 第7巻収録
- ニセコイ（2014年 - 2016年、橘万里花、楽一、楽二、楽三、楽四、楽五、楽六、マジカルポリス万里花ちゃん） - コミックス第14・16・17・21巻アニメDVD付予約限定版
- のんのんびより（2014年 - 2022年、越谷小鞠） - コミックス第7・10巻・のんのんびよりりめんばーOAD付き特装版
- 堀さんと宮村くん -突然の雨-（奥山有菜）
- 機巧少女は傷つかない（フレイ） - Vol.III・VI

2015年
- ウィッチクラフトワークス（氷尾凍子） - コミックス第8巻OAD付き限定版
- DOG DAYS"（ユキカゼ・パネトーネ）
- 這いよれ! ニャル子さんF（ニャル子）

2017年
- ViVid Strike!（アスティオン、シャンテ・アピニオン） - 第2・3・4巻に収録
- OVA ハイスクール・フリート（2017年、鏑木美波）
- Lostorage conflated WIXOSS -missing link-（カーニバル） - カードセット同梱版

2019年
- OVA 超次元ゲイム ネプテューヌ（2019年 - 2022年、ブラン / ホワイトハート、ブランGT） - 3シリーズ

2020年
- ぼくたちは勉強ができない（海原智波）- コミックス第16巻アニメBD同梱版

2022年
- ストライク・ザ・ブラッド FINAL（暁零菜）

#### 同人アニメ
- 東方奇闘劇3（2009年、ナズーリン）
- 秘封活動記録-月-（2016年、霧雨魔理沙）

### Webアニメ
2008年
- Moon Boon 三日月島のモーとブー（ブー）

2013年
- 斉木楠雄のΨ難（照橋心美）
- 地獄ようちえん（サキュバちゃん）

2014年
- かなかなかぞく（りかちゃん、おばあちゃん）

2016年
- アイドロップス（グリチルリチン酸二カリウム）
- ファントム オブ キル -Zeroからの反逆-（ヴァリン）

2017年
- カラダ探し（森崎明日香）
- めんトリ（めんトリ）

2018年
- モンスターストライク（サンダルフォン）

2019年
- 7SEEDS（2019年 - 2020年、天道まつり） - 2シリーズ

2022年
- 人形学園（ブローニャ）
- ブルーアーカイブ 1.5周年記念ショートアニメーション（久田イズナ）

### ゲーム
2005年
- CROSS WORLD 見知らぬ空のエターティア（パティ・アーリア）
- 三洋パチンコパラダイス11 〜新海とさらば銀玉の狼〜（島津なつき、さちこ）
- 必殺裏稼業
- ポンコツ浪漫大活劇バンピートロット（マーシュ）

2006年
- GALAXY ANGEL II 絶対領域の扉（メルバ・ブラウニー）
- 絶体絶命都市2 -凍てついた記憶たち-（ジオくん）

2007年
- アクエリアンエイジ オルタナティブ（ジル・リンクス）
- GALAXY ANGEL II 無限回廊の鍵（メルバ・ブラウニー）
- 武装神姫 BATTLE RONDO（天使型MMS アーンヴァル）
- プリンセスナイトメア（小早川すもも）

2008年
- しゅごキャラ! あむのにじいろキャラチェンジ（ラン）
- しゅごキャラ! 3つのたまごと恋するジョーカー（ラン）
- タッチでズノーDS（のーりん）
- ルーンファクトリー フロンティア（アネット）

2009年
- アマガミ（美也）
  - アマガミテトリス（橘美也）

- アンティフォナの聖歌姫 〜天使の楽譜 Op.A〜（ミアベル・ドルファー）
- GALAXY ANGEL II 永劫回帰の刻（メルバ・ブラウニー）
- しゅごキャラ! ノリノリ!キャラなりズム♪（ラン）
- 断罪のマリア（マリア / メアリー・クロウ）
- とらドラ・ポータブル!（狩野さくら）
- NUGA-CEL!（クレット）
- ひだまりスケッチ どこでもすごろく×365（ゆの）
- 魔界戦記ディスガイア2 PORTABLE（ミアベル）
- メタルファイト ベイブレード ガチンコスタジアム（月野アサミ）

2010年
- アガレスト戦記2（フィオナ）
- ケロロRPG 騎士と武者と伝説の海賊（アレア）
- スズノネセブン! 〜Rebirth knot〜（トア・マリア・マトス）
- 絶対迷宮グリム 〜七つの鍵と楽園の乙女〜（ラプンツェル）
- Solatorobo それからCODAへ（ショコラ・ジェラート）
- 超次元ゲイム ネプテューヌ（ブラン / ホワイトハート）
- テイルズ オブ ファンタジア なりきりダンジョンX（メル / メルティア）
- ティンクル☆くるせいだーすGoGo!（マカロン）
- 天神乱漫 Happy Go Lucky!!（蘇芳）
- ドラゴンネスト（アーチャー）
- ぱすてるチャイムContinue（光岡くおん）
- 武装神姫 BATTLE MASTERS / BATTLE RONDO（天使型MMS アーンヴァルMk.2） - 2作品
- もっとNUGA-CEL!（クレット）

2011年
- オトメディウスX（エクセレント!）（アーンヴァル、ルビー）
- こいけん2!!（祐天寺七海）
- スティールクロニクル（エミリア・カートライト）
- 絶対迷宮グリム 〜七つの鍵と楽園の乙女〜 DIRECTORS CUT（ラプンツェル）
- 超次元ゲイム ネプテューヌmk2（ブラン / ホワイトハート）
- とある魔術の禁書目録（風斬氷華）
- トリックスター（ミアキス）
- 白衣性恋愛症候群（沢井かおり）
- 武装神姫 BATTLE MASTERS Mk.2（天使型MMS アーンヴァルMk.2）
- プリティーリズム（あいら）
- MARVEL VS. CAPCOM 3 Fate of Two Worlds / ULTIMATE MARVEL VS. CAPCOM 3（フェリシア） - 2作品
- 魔法少女リリカルなのはA's PORTABLE -THE GEARS OF DESTINY-（砕け得ぬ闇 / ユーリ・エーベルヴァイン、アスティオン、アイシス・イーグレット）
- 嫁コレ（塙かおる、北原美桜、ニャル子、月読鎖々美、伴亜衣梨、塙かおる、春海円香、壱級天災、越谷小鞠、倉上ひなた）
- Lasting Anthem（ルナ・ソーマ）
- ルーンファクトリー オーシャンズ（アネット）
- LORD of VERMILION Re:2（【魔装】アサシン）

2012年
- アナザープリンセス（プリンセス、執事、プレイヤー）
- 一緒にお風呂物語 萌え湯（伊庭ももり）
- ガールフレンド（仮）（2012年 - 2023年、戸村美知留、ゆの）
- 神次元ゲイム ネプテューヌV（ブラン / ホワイトハート）
- ギルティクラウン ロストクリスマス（キャロル）
- CONCEPTION 俺の子供を産んでくれ!（リリス、リリィ）
- シャイニング・フォース クロスエリュシオン
- 新・剣と魔法と学園モノ。刻の学園（ジェイン）
- スティールクロニクルBe（エミリア・カートライト）
- 断罪のマリア 〜ラ・カンパネラ〜（マリア / メアリー・クロウ）
- 白衣性恋愛症候群 RE:Therapy（沢井かおり）
- ティンクル☆くるせいだーす STARLIT BRAVE XTREAM!!（マカロン）
- ファイアーエムブレム 覚醒（リズ）
- ファンタシースターオンライン2（パティ、フェリシア、サトリ、女性追加ボイス 他）
- My sweet ウマドンナ2 〜ウマすぐ Kiss Me〜（堀井瑠香）
- 桃色大戦ぱいろん+（ジョセフィン・ハンター / ジョー、カワサキミライ）
- ラブ☆トレ 〜Sweet〜（陽月かるた）

2013年
- 鬼武者Soul（山中なみ、果心居士、毛利マセンシア、フェリシア 他）
- 神次元アイドル ネプテューヌPP（ブラン / ホワイトハート）
- 機動戦士ガンダム オンライン（女性追加ボイス〈真面目〉）
- ギャラクシーダンジョン（シオン）
- ゴッドイーター2（エリナ・デア＝フォーゲルヴァイデ）
- サモンナイト5（スピネル）
- 神撃のバハムート（アシュトレト）
- 新星のグランドユニオン（灼煌シャオシャオ）
- 新・世界樹の迷宮 ミレニアムの少女（ツスクル）
- スーパーロボット大戦Operation Extend（八重垣ひまり）
- スティールクロニクルBe XROSS ARMS / VICTROOPERS（エミリア・カートライト） - 2作品
- 戦乱のサムライキングダム（天照・ミカ）
- 断罪のマリア Complete Edition（マリア / メアリー・クロウ）
- 地球壊滅的B級カノジョZ 宇宙大戦
- 超次次元ゲイム ネプテューヌRe;Birth1（ブラン / ホワイトハート）
- トキメキファンタジー ラテール
- 這いよれ! ニャル子さん 名状しがたいゲームのようなもの（ニャル子）
- 百年戦記 ユーロ・ヒストリア
- ファンタジスタドール ガールズロワイヤル（ビビ）
- 機巧少女は傷つかない Facing "Burnt Red"（フレイ）
- モンスターハンター フロンティアG（VOICE TYPE39、VOICE TYPE40）
- LOCO 〜LAND OF CHAOS ONLINE〜（シャトー）
- 恋愛0キロメートル Portable（小沢萌）

2014年
- アンジュ・ヴィエルジュ 〜第2風紀委員 ガールズバトル〜（高峰さくら）
- ウチの姫さまがいちばんカワイイ（菓魔姫百江なぎさ、柔星姫フローラ）
- 俺の屍を越えてゆけ2（福招き美也、春野鈴女）
- 乖離性ミリオンアーサー（フェデルマ、ペリノア、ブラウニー、ルサールカ、童話型赤ずきん）
- 神次次元ゲイム ネプテューヌRe;Birth3 V CENTURY（ブラン / ホワイトハート）
- 仮面ライダー サモンライド!（メモル）
- グリモア〜私立グリモワール魔法学園〜（桃世もも）
- ケイオスリングスIII プリクエル・トリロジー（ハニーシュガー、スイートキッス）
- 車なごコレクション（パジェロ）
- 白猫プロジェクト（チュンメイ、被検体三三七号キアラ（キアラ・ソレラ））
- スズノネセブン! Portable（トア・マリア・マトス）
- 超次元アクション ネプテューヌU（ブラン / ホワイトハート）
- 超次次元ゲイム ネプテューヌRe;Birth2 SISTERS GENERATION（ブラン / ホワイトハート）
- 超女神信仰 ノワール 激神ブラックハート（ブラン / ホワイトハート）
- TERA（エクストラボイス11、エクストラボイス12）
- ニセコイ マジコレ!? / ヨメイリ!?（橘万里花） - 2作品
- ファンタジーアース ゼロ（ハイテンションな少女II）
- ファントム オブ キル（デュリン）
- プリパラ（マイキャラ）
- 崩壊学園 台湾版（キアナ・カスラナ）
- メテオスクールガール（藍野つかさ）
- モンスターハンター メゼポルタ開拓記（ルルカ、ミモコ、ミーチェ、ヴィンセント、ダーウィン）
- 恋愛0キロメートル V（小沢萌）

2015年
- アイパラ! IDOL PARADISE（珠姫）
- Angel Beats! -1st beat-（入江）
- オルタンシア・サーガ -蒼の騎士団-（ラクロワ）
- ガールフレンド（♪）（戸村美知留）
- ガールフレンド（仮） きみと過ごす夏休み（戸村美知留）
- 激次元タッグ ブラン+ネプテューヌVSゾンビ軍団（ブラン / ホワイトハート）
- 劇場版 魔法少女まどか☆マギカ MAGICARD BATTLE（百江なぎさ）
- ゴッドイーター2 レイジバースト（エリナ・デア＝フォーゲルヴァイデ）
- 新次元ゲイム ネプテューヌVII（ブラン / ホワイトハート / ネクストホワイト）
- 戦国アスカZERO（弥助）
- デビルサバイバー2 ブレイクレコード（アイリ / 伴亜衣梨）
- ニトロプラス ブラスターズ -ヒロインズ インフィニット デュエル-（キャロル）
- 初恋の歌（河合美夢）
- ファンタシースターオンライン2（女性追加ボイス83、女性C追加ボイス83）
- PROJECT X ZONE 2：BRAVE NEW WORLD（フェリシア）
- プリンセスコネクト!（衣之咲璃乃）
- フルボッコヒーローズX（エリナ）
- 崩壊学園（ブローニャ・ザイチク）
- ポポロクロイス牧場物語（ミレイユ）
- ミラクルガールズフェスティバル（ニャル子）
- ヤマトクロニクル覚醒（【天界の勅使】八咫烏）
- ゆるかみ!（芥味かれん、南菓ステラ、大浦クリス、阿蘇もえか）
- 妖怪百姫たん!（越谷小鞠）

2016年
- IRroid 恋の有効フロンティア（三鈴アムミ）
- ISLAND（枢都夏蓮）
- あんさんぶるガールズ!!（鶴海ひまり）
- エンドライド -X fragments-（ベルマリン）
- 御城プロジェクト:RE（犬山城、[夏]犬山城、長篠城、レーヴェンブルク城）
- ガンダムブレイカー3（モチヅキ）
- クイズRPG 魔法使いと黒猫のウィズ（ミシェル・ヴァイル、ルーファス〈幼少〉）
- 限界凸旗 セブンパイレーツ（ジュエル）
- サモンナイト6 失われた境界たち（スピネル）
- スクールガールストライカーズ（シャルロッテ・ヴァイス）
- 戦国乙女〜LEGEND BATTLE〜 / 〜天下無敵の乙女バトル〜（前田トシイエ） - 2作品
- SOUL REVERSE ZERO（ブリュンヒルデ、ヒッポリッテ、静御前、エスリン、アイナ）
- ディバインゲート（シルフ）
- DivinaCute（ユイ、プラリネ）
- ファントム オブ キル（ヴァリン）
- マジガーーーーール!!!（城戸朱音）
- メダロット ガールズミッション（鳴子あすみ）
- ワールドチェイン（常葉・茉莉花・アリーユースフ）

2017年
- 四女神オンライン CYBER DIMENSION NEPTUNE（ブラン、ホワイトハート）
- 崩壊3rd（2017年 - 2023年、ブローニャ・ザイチク、プロメテウス）
- ファタモルガーナの館 -COLLECTED EDITION-（ネリー）
- Fate/Grand Order（2017年 - 2018年、茶々）
- ラピクロ（プレイヤーボイス）
- 新次元ゲイム ネプテューヌ VII R（ブラン / ホワイトハート）
- ファイアーエムブレム無双（リズ）
- ファイアーエムブレム ヒーローズ（2017年 - 2024年、ボーレ〈幼少期〉、リズ）
- シノビマスター 閃乱カグラ NEW LINK（雪不帰）
- 黒騎士と白の魔王（ケット・シー）
- きららファンタジア（ゆの）

2018年
- プリンセスコネクト！Re:Dive（2018年 - 2024年、リノ / 衣之咲璃乃、アリス）
- CARAVAN STORIES（イザイア）
- ネギマテ UQ HOLDER! 〜魔法先生ネギま！2〜（古菲）
- モン娘☆は〜れむ（エイス）
- プリパラ オールアイドルパーフェクトステージ!（マイキャラゲームボイス）
- ゴッドイーターレゾナントオプス（エリナ）
- キラッとプリ☆チャン（七星あいら、マイキャラ）
- サガ スカーレット グレイス 緋色の野望（エリザベート）
- フリージング エクステンション（シフォン・フェアチャイルド）
- BORDER BREAK（ネリー）
- マギアレコード 魔法少女まどか☆マギカ外伝（2018年 - 2023年、百江なぎさ）
- 勇者ネプテューヌ 世界よ宇宙よ刮目せよ!! アルティメットRPG宣言!!（ブラン、ホワイトハート）
- アズールレーン（2018年 - 2023年、鞍山、撫順、ブラン / ホワイトハート、雪不帰）
- ORDINAL STRATA -オーディナル ストラータ-（ミリア）

2019年
- エンゲージプリンセス（USO-GO）
- メガミラクルフォース（ブラン / ホワイトハート / ネクストホワイト / ホワイトハート〈カオス〉、ホワイトハート〈神次元〉、ホワイトハート〈秩序〉）
- CONCEPTION PLUS 俺の子供を産んでくれ!（リリス、リリィ）
- 47 HEROINES（武田廿楽）
- キャサリン・フルボディ（キャサリン〈一途な乙女〉）
- ブラウンダスト（マモニル ）
- ルルアのアトリエ 〜アーランドの錬金術士4〜（エーファ・アルムスター）
- ハイスクール・フリート 艦隊バトルでピンチ!（鏑木美波）
- D.C.4 〜ダ・カーポ4〜（白河ひより）
- とある魔術の禁書目録 幻想収束（風斬氷華）
- 蒼藍の誓い ブルーオース（川内）
- ポケモンマスターズ / EX（2019年 - 2022年、クリス）
- エピックセブン（クロエ）
- 星鳴エコーズ（真田小春）
- アクション対魔忍（メルシー）

2020年
- ロストディケイド（ペルセポネー）
- 阿卡迪亞（柳生櫻）
- ブイブイブイテューヌ（ブラン）
- レッド：プライドオブエデン（ブリジット）
- テイルズ オブ ザ レイズ（メル）
- 社長、バトルの時間です!（リファ・エイテンパー）
- アークナイツ（スノーズント）
- ステラバラード（銃士）
- Sdorica（チェ・リンファ）
- 戦国RENKA ズーム!（出雲阿国、伊達政宗）
- HoneyWorks Premium Live（早坂あかり）
- グリザイア クロノスリベリオン（2020年 - 2023年、クロガネ・ネッサ） - 2作品
- 武装神姫 アーマードプリンセス バトルコンダクター（アーンヴァルMk.2、アーンヴァル、アーンヴァルMk.2 テンペスタ）
- Go!Go!5次元GAME ネプテューヌ re★Verse（ブラン / ホワイトハート）

2021年
- ブルーアーカイブ -Blue Archive-（2021年 - 2023年、久田イズナ）
- D.C.4 Fortunate Departures 〜ダ・カーポ4〜 フォーチュネイトデパーチャーズ（白河ひより）
- モンスターハンターライズ（ヨモギ）
- ソード&ブレイド（岳灵珊）
- ブラック・サージナイト（ヘレナ）
- 少女廻戦 時空恋姫の万華境界へ（曹仁）
- イース6 オンライン〜ナピシュテムの匣〜（ユエ）
- 終末のアーカーシャ（シルバー）
- グランブルーファンタジー（アルバ）
- 閃乱忍忍忍者大戦ネプテューヌ -少女達の響艶-（ブラン / ホワイトハート）

2022年
- ヴェルヴェット・コード（ル・ファンタスク、ヨークタウン）
- プリコネ！グランドマスターズ（リノ）
- 超次元ゲイム ネプテューヌ Sisters vs Sisters（ブラン / ホワイトハート）
- ユグドラ・レゾナンス（ミコト）
- 東方アルカディアレコード（霧雨魔理沙）

2023年
- ヘブンバーンズレッド（2023年 - 2024年、入江みゆき）
- 崩壊:スターレイル（ブローニャ、銀狼）
- 超次元ゲイム ネプテューヌ GameMaker R:Evolution（ブラン / ホワイトハート）
- アイドルランドプリパラ（マイキャラゲームボイス）
- イースX -NORDICS-（ミラベル・アスラッド）
- ヤマノススメ Next Summit 〜あの山に、もう一度〜（倉上ひなた）

2024年
- アウタープレーン（スノー）
- De:Lithe Last Memories（天道リノア）
- 爆走次元ネプテューヌ VS 巨神スライヌ（ブラン）
- モンスターストライク（百江なぎさ）
- レゾナンス:無限号列車（スェン）

2025年
- ユミアのアトリエ ～追憶の錬金術士と幻創の地～（フラミィ）
- レスレリアーナのアトリエ 〜千の国々と万物の管理者〜（フラミィ）
- 魔法少女まどか☆マギカ Magia Exedra（百江なぎさ）

### アプリ
2010年
- 美声時計2

2012年
- あたしら憂鬱中学生（秦哩音）
- ニャル子電卓（ニャル子）
- 福岡侍（福岡）
- めざまし たまゆら 〜楓&かおる〜（塙かおる）
- WORKING'!!めざまし（種島ぽぷら）

2013年
- 由紀乃時計 by ハルモニアの気がかり（小杉由紀乃）

2015年
- まいにちコンパイルハート（ブラン）

2018年
- のんのんびよりアラーム 〜いつでもいっしょなのん！〜（越谷小鞠）

### パチンコ・パチスロ
2013年
- CR春夏秋冬 極上（みこたん）

2014年
- ささみさん@がんばらないすろっと（月読鎖々美）

2015年
- デビルサバイバー2 最後の7日間（伴亜衣梨）

2016年
- ウィッチマスター（クラリス・シャレット）
- CR天元突破グレンラガン（キヤル・バチカ）
- マジカルハロウィン5（ルラ、カル・ラ）
- まつりば!（小夏）

2017年
- CR戦国乙女〜花〜（前田トシイエ）
- CR世界でいちばん強くなりたい!（宮澤エレナ）
- CR魔法先生ネギま!（古菲）

2018年
- ロックマン アビリティ 史上最大の試練（トランシー）

2019年
- SLOT劇場版魔法少女まどか☆マギカ[新編]叛逆の物語（百江なぎさ）
- ぱちんこ劇場版魔法少女まどか☆マギカ（百江なぎさ）

### 吹き替え

#### 映画
- 死霊のはらわた（2013年、少女〈フェニックス・コノリー〉）

#### アニメ
- キック ザ・びっくりボーイ（2010年、ブリアナ・バタウスキ、ケンダル・パーキンズ）
- アルジュンの大冒険 〜神話の島へ〜（2014年、アタランタ） ※カートゥーン ネットワーク
- マイロ・マーフィーの法則（2017年、サラ・マーフィー）
- 魔道祖師（2021年、王霊嬌[327]）

### 特撮
- 仮面ライダーガッチャード（2023年 - 2024年、サボニードルの声[328]、ツッパリヘビーの声、バウンティーバニーの声）
- ホッパー1のはるやすみ（2025年、サボニードルの声[329]）
- 仮面ライダーガッチャード GRADUATIONS（2025年、サボニードルの声、バウンティーバニーの声、ツッパリヘビーの声）

### ラジオ
※はインターネット配信。
- 平成アニメっ娘倶楽部 第2期（1999年 - 2000年、KBCラジオ）
  - 平成アニメっ娘倶楽部 第4期（2001年 - 2002年、KBCラジオ）
- まいにゃん・かなの不思議の森へようこそ♪（2003年、JAM STATION※）
- ビューティーブラックバス（2003年 - 2007年、JAM STATION※）
- クロスワールドレイディオ（2005年、音泉※）
- ひだまりラジオ（2006年 - 2007年、アニメイトTV※・ランティスウェブラジオ※）
  - ひだまりラジオ 残りご飯（『ひだまりスケッチ』アニメ公式サイト※）
  - 帰ってきた! ひだまりラジオ（2007年10月3日、アニメイトTV※・ランティスウェブラジオ※）
  - ひだまりラジオ×365（2008年、アニメイトTV※・ランティスウェブラジオ※）
    - ひだまりラジオ×365 残りご飯（『ひだまりスケッチ×365』アニメ公式サイト※）

  - ひだま〜ぶるラジオ（2008年、アニメイトTV※・ランティスウェブラジオ※）
    - ひだま〜ぶるラジオ×365（2008年、アニメイトTV※・ランティスウェブラジオ※）
    - ひだま〜ぶるらじお×☆☆☆（2010年、ランティスウェブラジオ※）
    - ひだま〜ぶるラジオ×ハニカム（2013年、ランティスウェブラジオ※）

  - ひだまり楽屋裏ジオ（2009年、ランティスウェブラジオ※）
    - ひだまり楽屋裏ジオ×SP（2011年、ランティスウェブラジオ※）
    - ひだまり楽屋裏ジオ×ハニカム（2012年、ランティスウェブラジオ※）

  - ひだまりらじお×☆☆☆（2009年 - 2010年、ランティスウェブラジオ※）
    - ひだまりらじお×☆☆☆ 残りご飯（『ひだまりスケッチ×☆☆☆』アニメ公式サイト※）

  - ひだまりラジオ×SP（2011年、ランティスウェブラジオ※）
    - ひだまりラジオ×SP 残りご飯（『ひだまりスケッチ×☆☆☆』アニメ公式サイト※）

  - ひだまりラジオ リメイク（2012年、ランティスウェブラジオ※）
    - ひだまりラジオ×365 リメイク（2012年、ランティスウェブラジオ※）
    - ひだまりラジオ×☆☆☆ リメイク（2014年、ランティスウェブラジオ※）
    - ひだまりラジオ×ハニカム リメイク（2016年 - 2017年、ランティスウェブラジオ※）

  - ひだまりラジオ×ハニカム（2012年 - 2013年、ランティスウェブラジオ※）
    - ひだまりラジオ×ハニカム 残りご飯（『ひだまりスケッチ×ハニカム』アニメ公式サイト※）

  - ひだまりラジオ×沙英・ヒロ卒業編（2013年、ランティスウェブラジオ※）
    - ひだまりラジオ×沙英・ヒロ卒業編 最後の晩餐（『ひだまりスケッチ×ハニカム』アニメ公式サイト※）

  - ひだまりラジオ×THE END（2018年、ランティスウェブラジオ※）
    - ひだまりラジオ×THE END 残りご飯（『ひだまりスケッチ×ハニカム』アニメ公式サイト※）

  - ひだまりラジオ×Re:THE END（2020年、ひだまりラジオ公式サイト※）
    - ひだまりラジオ×Re:THE END 残りご飯（ひだまりラジオ公式サイト※）
- 文化放送A&G DREAM SQUARE「Victor Spring Magazine」Part2（2007年、文化放送）
- 武装神姫 RADIO RONDO（2007年、i-revo※・音泉※）
- ANI-COM RADIO 〜フジワラでいいカナ〜（2008年 - 2011年・2013年 - 2014年、アニプレックス公式サイト※）
- きけばいーじゃん!しゅごキャラ!じお（2008年 - 2010年、『しゅごキャラ!』アニメ公式サイト※）
- ラジオどっとあい 阿澄佳奈のあすみのやすみは部屋のすみ（2008年、超!A&G+※・ニコニコアニメチャンネル※・BBQR※）
  - 阿澄佳奈のあすみのやすみは部屋のすみ 反省会（2008年、Podcast QR※）
- アシカビらじお（2008年、『セキレイ』アニメ公式サイト※）
- ときメモ!ラジオ ゆめぎの高校放送室（2008年、音泉※・KONAMI STATION※）
- チャンネル81（2008年・2009年、声優アニメイト+hm3 おしゃべり放送局※）
- 検定ジャポン@モバイルpresents えじけん!（2008年 - 2009年、超!A&G+※）
- 良子と佳奈のアマガミ カミングスウィート!（2009年 - 2012年、音泉※）
- ミナトタワー放送局（2009年、アニメイトTV※）
- うみものらじお 〜あいしてる!〜（2009年、音泉※・ランティスウェブラジオ※）
- 阿澄佳奈です（2009年、モバイル文化放送※）
- Which Witch RADIO 空の学校 放送部?（2009年 - 2010年、アニメイトTV※）
- ドラマCD ニャル子さんを10倍楽しく聴くラジオ?（2009年、HOBiRECORDS公式サイト※）
  - ドラマCD「這いよれ! ニャル子さん」を10倍楽しく聴く方法!? 略して、這いよるにゃるラジ-OMEGA-（2010年、HOBiRECORDS公式サイト※）
  - 這いよるにゃるラジだっしゅ!（2010年、HOBiRECORDS公式サイト※）
  - 這いよる! にゃるラジ THE MOVIE（2011年、HOBiRECORDS公式サイト※）
  - 這いよる! にゃるラジ featuring 帯刀帯（2011年、HOBiRECORDS公式サイト※）
- 阿澄佳奈 星空ひなたぼっこ（2010年 - 2023年、超!A&G+※）
- たまゆらじお（2010年、『たまゆら』アニメ公式サイト※）
  - たまゆらじお 〜hitotose〜（2011年 - 2012年、『たまゆら』アニメ公式サイト※）
  - たまゆらじお 〜もあぐれっしぶ〜（2013年、超!A&G+※）
- おしゃべりすぷ（2010年 - 2011年、『LISP』公式サイト※）
- 白恋♥ラジオナースステーション（2011年、HiBiKi Radio Station※）
- 寝起きにポテトチップス（2011年 - 2015年、HOBiRECORDS公式サイト※）
- GUILTY CROWN LOST XMAS RADIO COUNCIL（2012年、音泉※）
- 愛知犬と福岡犬のギリギリ! コンプライアンス（2012年、『47都道府犬』公式ブログ※）
- 武装神姫 マスターのためのラジオです。（2012年 - 2013年、2015年、音泉※）
- あすみさん@がんばらない（2012年 - 2013年、ランティスウェブラジオ※）
- 這いよれ! ニャル子さんW 名状しがたいラジオのようなもの（2013年、音泉※・HiBiKi Radio Station※）
- ヤマノススメ ラジオノススメ（2014年 - 2015年、ラジオ大阪・超!A&G+※・HiBiKi Radio Station※）
- 鷲崎健のヨルナイト×ヨルナイト（2016年、超!A&G+※、ニコニコ生放送※）[注 3]
- A&Gリクエストアワー 阿澄佳奈のキミまち!（2017年 - 2022年、文化放送、超!A&G+※）[330]
  - キミまち!町内会（2017年 - 、ニコニコ生放送※）
- レッドプライドオブエデンプレゼンツ『エデン大陸放送局』！（2020年、音泉※）[331]
- あすみさんのラジオ大好きっ子☆さん（2024年5月 - 、ニコニコチャンネル→ニコニコチャンネルプラス※）

### ラジオドラマ
- 幸せデリバリーTrico 〜Splash Candy編〜（ブロディ）（2006年、Splash Candy's Trico Station※）
- ときメモ!（葵若葉）（2008年、ときメモ!ラジオ ゆめぎの高校放送室※）
- 誰も死なない（畑庭苺）（2008年、音泉※）
  - 野に咲く花 -誰も死なない2-（畑庭苺）（2010年、音泉※）
- 美少女作家と目指すミリオンセラアアアアアアアアッ!!（光星天花[332]）（2017年、YouTube「KADOKAWAanime」、新刊JP「新刊ラジオ」）

### オーディオドラマ
- #FFFFFF（2018年、フランチェスカ・二ノ宮・グレコ、魔法少女[333]）
- メイドと暮らそ♪くるみちゃんと一緒【バイノーラル】（2019年1月13日発売）
- ASMR『おしごとねいろ 〜保育士編〜』（2021年4月27日発売）
- ここからはオトナの時間です。（2021年、佐々木みかん[334]）

### デジタルコミック
- Beeマンガ GTO（2012年、上原杏子）
- VOMIC 斉木楠雄のΨ難（2013年、照橋心美）
- VOMIC ニポンゴ（2013年、メアリー・キッドマン）
- 超能力者いのうさん（2021年、伊能歩音、大吉丸、その他動物たち[335]）
- まるくん ～はたらくマルチーズ～（2024年、まるくん[336]）

### CM・PV
- アイドルマスター ミリオンライブ! プラチナスターライブ シーズン4 PV（ナレーション）
- AnimeJapan 2014（ナレーション）
- 甘城ブリリアントパーク（ナレーション）
- カゲロウデイズIII -the children reason-（ナレーション）
- 恋と呼ぶには気持ち悪い 1巻発売記念特別PV（有馬一花）
- COMIC メテオ（ナレーション）
- コンプティーク（ナレーション）
- サンデーCM劇場 「電波教師」（鑑純音）
- J-アニソン神曲祭り [DJ和 in No.1 胸熱 MIX]（ナレーション）
- GA文庫（ナレーション）
- 全国総合アニメ文化知識検定試験（顔出し、ナレーション）
- dアニメストア アニメ見放題編（ナレーション）
- ドラゴンネスト（ナレーション）
- Froovie（ナレーション）
- プレシャスメモリーズ（ナレーション）
- 芳文社（ナレーション）
- 魔法少女ここねはかく語りき（ナレーション）
- マラカスdeポップコーン（ナレーション）
- メカクシティアクターズ（ナレーション）
- MEKAKUCITY V's（ナレーション）
- メカクシティレコーズ（ナレーション）
- ヤングガンガン（ナレーション）
- 一般社団法人こもろ観光局「小諸で待ってる」（ナレーション）[337]
- ストリーマ空気清浄機MOVIEチャンネル（助手エリザベス）
- アサヒ飲料「カルピス」ブランド100周年記念ミュージックビデオ×アニメーション企画「タナバタノオト」（2019年6月25日 - 7月5日、YouTube）アイリ[338][339]

### テレビ番組
※はインターネット配信。
- 阿澄佳奈の阿澄カナ?（2009年、『うみものがたり 〜あなたがいてくれたコト〜』アニメ公式サイト※）
- 部屋とパジャマとLISP（2010年 - 2011年、ニコニコ生放送※）
- LIS★P（りすぷろでゅーす）（2011年、BSフジ）
- たまチャレ!! 第2弾「阿澄佳奈のポプリマイスター」（2011年 - 2012年、『たまゆら』アニメ公式サイト※）
- いつもニコニコあなたの隣に這いよる! 生放送! ニャル子で〜す。 略してニコニャル（2012年、ニコニコ生放送※）
- ファミ通文庫プレ15周年情報局! ニコ生スペシャル（2013年、ニコニコ生放送※）
- Let's天才てれびくん（2014年、NHK Eテレ） - ちゃっちゃくちゃらの声
- コレナンデ商会（2016年 - 2022年、NHK Eテレ） - 間田ナイの声
  - コレナンデサンデー（2018年 - 2021年、NHK Eテレ） - 間田ナイの声
- 天才てれびくんHello,（2020年、NHK Eテレ） - ナビミ、ナビヒコの声
- ゲオナビチャンネル（2022年 - 、星井リリカ）

### ナレーション
- 〜女子ボートレーサー ドライブTV〜 Boon!!!（2016年 - 、JLC）
- ラブライブ!AbemaTVスクスタ特番!〜スクールアイドル大集合〜（2018年、ウルトラゲームスチャンネル）
- ニッポン地図でSHOW〜みんなの知らないスゴ!マップ〜（2024年4月14日、東海テレビ・フジテレビ）

### 朗読
- ふぁんた時間 アグニの神（2013年、妙子、おばあさん）
- ハートネットTV 水色ともちゃん（2014年）
- 聴くジャン! カラダ探し（2016年、森崎明日香[340]）
- kikubon 神々の歩法（2016年、ニーナ[341]）
- FeBe 愚行録（2017年）
- kikubon 草原のサンタ・ムエルテ（2019年、ニーナ、カミラ[341]）
- 81プロデュース・ガガガ文庫 千歳くんはラムネ瓶のなか 1〜2（2020年 - 2021年、柊夕湖）

### 舞台・朗読劇・落語会
2012年
- 舞台版「WORKING!!」 - 常連客 役

2014年
- PERSONA3 -ペルソナ3- the Weird Masquerade 〜青の覚醒〜 - 汐見琴音 役
- PERSONA3 -ペルソナ3- the Weird Masquerade 〜群青の迷宮〜 - 汐見琴音 役
- バカフキ（日替わりゲストとして出演）

2015年
- PERSONA3 -ペルソナ3- the Weird Masquerade 〜蒼鉛の結晶〜 - 汐見琴音 役

2016年
- キミが読む物語 - 山内幸子 役
- 声の優れた俳優によるドラマリーディングシリーズ「三四郎 / 門」
- 声の優れた俳優によるドラマリーディングシリーズ「それから」
- 烈！バカフキ！ Let's BAKAFUKI（日替わりゲストとして出演）

2017年
- キスより素敵な手を繋ごう - 長谷川由美 役
- PERSONA3 -ペルソナ3- the Weird Masquerade〜藍の誓約〜 - 汐見琴音 役
- PERSONA3 -ペルソナ3- the Weird Masquerade〜碧空の彼方へ〜 - 汐見琴音 役
- 阿澄佳奈 星空ひなたぼっこ 落語会

2018年
- JOE Company Reboot Stage 「ええ、アイ」
- 茅原実里 座長公演 朗読劇 minori's theatre CRAZY MANSION!!（3月17日 - 3月31日） - 浅見安奈 役
- しゃばけ 参 〜ねこのばば〜（日替わりゲストとして出演）
- おん・すてーじ『真夜中の弥次さん喜多さん』三重（日替わりゲストとして出演）
- 劇団岸野組公演「老いらく長屋☆騒動記」（7月8日 - 7月15日）
- 声の優れた俳優によるドラマリーディング「舞姫事件－鴎外輪舞曲－」

2019年
- MASHIKAKU CONTE LIVE「ユニコーン」（1月10日 - 1月12日）
- 出雲大社ご遷宮完遂記念ご奉納 スサノオ・ファンタジア 朗読劇「古事記 -出雲国神話集-」
- 声の優れた俳優によるドラマリーディング「こゝろ」
- 阿澄佳奈　星空ひなたぼっこ 落語会 Vol.2
- SUGARBOY『タイプ』（8月25日 - 8月31日）
- 劇団5454 「カタロゴス〜『青』についての短編集〜」（12月13日 - 12月22日）

2020年
- MASHIKAKU CONTE LIVE「リンドバーグ」（日替わりゲスト）
- 舞台「えんとつ町のプペル」（2月21日 - 2月25日）
- 本多劇場グループ next「DISTANCE-TOUR-」
- 朗読劇 流離う魂ー小泉八雲の世界ー

2021年
- 朗読で描くミステリー「シャーロック・ホームズ〜特別なあのひと〜」
- 声のプロフェッショナルが奏でる日本文学「三つの愛と、厄災」

2022年
- アニマックス朗読劇「ハニーレモンソーダ」 - 石森羽花 役

2023年
- 季節の朗読「しきよみ」#5  夏の朗読劇【初恋】
- スーパーミヤジマンヒーローズ 旗揚げ公演
- 劇団5454 『結晶』（11月10日 - 11月19日）

2025年
- VISIONARY READING「三島由紀夫レター教室」（10月10日〈予定〉） - 氷ママ子 役

### CD

#### ドラマCD
2006年
- アクエリアンエイジ7周年記念ドラマCD（厳島美晴）
- WHITE CLARITY ドラマアルバム

2007年
- 世界樹の迷宮 ドラマCD（ツスクル）
- B型H系 ドラマCD（山田千夏）

2008年
- アイドルマスターrelations 対決!アイドルファイトクラブ（朝比奈りん）
- 今日の5の2 ドラマCD vol.1（平川ナツミ）
- セキレイ サウンドステージ 01、02（佐橋ユカリ）
- TVアニメーション「破天荒遊戯」ドラマCD 第1巻 断罪の緋き花よ咲け
- ドラマCD EX!（多奈内由良）
- ドラマCD おたくの娘さん シリーズ
  - 第1巻（幸村叶、幸村望）
  - 第2巻（幸村叶）

- ドラマCD ちょこっとヒメ（ヒメ）
- ドラマCD ふおんコネクト!（元巻さん）
- ドラマCD メイド刑事
- ひだまりスケッチ×365 ドラマCD（ゆの）
- プリズム・アーク シリーズ（ブリジット）
  - ドラマCD シスター・ヘル プリズム変化
  - プリズム・アーク れいんぼ〜☆ ドラマCD2 プリズム学芸会スペシャル 新説?プリズム・アーク!
  - プリズム・アーク れいんぼ〜☆ ドラマCD3 超魔法合神プリズマックス・アーク

- PERSONA -trinity soul- The Sound of Christmas（茅野めぐみ）

2009年
- ウソツキと犬神憑き（彩紀）
- うみものがたり 〜あなたがいてくれたコト〜 「みんな、あいしてる!」（マリン）
- 81プロデュースオリジナルドラマCD シリーズ
  - all of me for you!（パトリシア・オーウェン）
  - 天下布武 〜夢は遠く、儚く〜（松姫）

- EREMENTAR GERAD The original 氷精の大橋（フロストライン）〜雪晶華（ネージュフルール）編（マリポア）
- 今日の5の2 ドラマCD vol.2（平川ナツミ）
- とらドラ! Drama CD Vol.3
- ドラマCD アマガミ シリーズ（美也）
  - Vol.1 桜井梨穂子&美也編
  - Vol.3 七咲逢編 〜来ちゃいました、先輩♪〜

- ドラマCD ELEMENT GIRLS 元素周期 聴いて萌えちゃう化学の基本（窒素）
- ドラマCD 鬼切様の箱入娘（園部まい）
- ドラマCD タビと道づれ（カノコ）
- ドラマCD ときメモ! シリーズ（葵若葉）
  - Vol.1 超!伝説研・誕生だよ♪
  - Vol.2 やっぱり・本気の告白っ♪

- ドラマCD 這いよれ! ニャル子さん（ニャル子）
- ドラマCD バス走る。（秋乃）
- ドラマCD 女神異聞録デビルサバイバー（小牧翠〈ミドリ〉）
- ナビかの 〜おむかえにきちゃった♡〜（かのこ）
- Berry's ドラマCD Vol.1 森久保由那（佐藤春姫）
- 惑星のさみだれ（アニマ）
- ミカるんX シリーズ（南るんな）
  - ドラマCD 特別編
  - ドラマCD 01、02

- 闇の皇太子 運命の兄弟（前鬼楔）

2010年
- アスラクライン番外編 ずっとキミを見ていた（露崎波乃）
- ARIA The ORIGINATION Drama CD BOX（夢野杏）
- 81プロデュースオリジナルドラマCD Prologue End 〜どんなに離れてたって傍にいるから〜（花地雫）
- 会長はメイド様! キャラクターコンセプトCD3 -Maid Side2-（ほのか）
- けんぷファー ドラマアルバム（近堂水琴）
- しんうちっ!（三輪桂）
- ティンクル☆くるせいだーすGoGo! シリーズ（マカロン）
  - ドラマCD「全裸でGo! マカロン危機一髪!」
  - ドラマCD「大晦日だよ! 嵐を呼ぶ、ブラックマカロン襲来!?」

- ドラマCD アマガミ シリーズ（美也）
  - Vol.4 中多紗江編 〜今年も、あなたと〜
  - Vol.5 森島はるか編 〜My Graduation〜
  - Vol.6 棚町薫編 〜創設祭は大騒ぎ!〜

- ドラマCD 這いよれ! ニャル子さん シリーズ（ニャル子）
  - EX 〜ドリーミー・ドリーマー〜
  - DX 〜ウィンターウォーズ〜

- ドラマCD 氷結鏡界のエデン 楽園幻想（ユミィ・エル・スフレニクトール）
- ドラマCD ぼく、オタリーマン。（彼女）
- ドラマCD 妄想少女（ミルル）
- ブロッケンブラッド（四方田明日香）
- Berry's シリーズ（佐藤春姫）
  - ドラマCD Vol.2 佐藤夏姫
  - ドラマCD Vol.3 佐藤春姫
  - ドラマCD Vol.5 辰巳若葉

2011年
- アイドライジング!（ハセガワ・オリン）
- オトコを見せてよ倉田くん! ドラマCD!（兎月ありす）
- 俺の妹が××すぎて眠れないCD（若葉）
- じょしらく（蕪羅亭魔梨威）※コミックス第2巻キャラ落語CD付き特別版
- たまゆら シリーズ（塙かおる）
  - OVA「たまゆら」ドラマCD たまゆらじおどらまぷらす
  - TVアニメーション「たまゆら 〜hitotose〜」ドラマCD たまドラ 〜マタアエタネ、なので。〜

- TVアニメーション「えむえむっ!」ドラマCD えむびよりっ!（砂戸静香）
- DOG DAYS ドラマBOX vol.1 - 3（ユキカゼ・パネトーネ）
- となりの怪物くん（宮間ユウ）※コミックス第7巻ドラマCD付き特装版
- ドラゴンネスト ドラマCD「プレリュード 〜運命の目覚め〜」（フィリス）
- ドラマCD water cube（藍野リサ）
- ドラマCD お前のご奉仕はその程度か?（浄流寺清水）
- ドラマCD かんなぎ家へようこそ! featuring 帯刀帯（帯刀帯）
- ドラマCD ケモノキングダム 〜ZOO〜（ヤマネ）
- ドラマCD 這いよれ! ニャル子さん GX 〜フェイタルアトラクション〜（ニャル子）
- ひみつの悪魔ちゃん（泥門小紅）※コミックス第1巻ドラマCD付き限定版
- 魔法少女リリカルなのは The MOVIE 2nd A's ドラマCD付き特別鑑賞券 Side-Y（アイシス・イーグレット）

2012年
- 犬とハサミは使いよう 急いては犬をし損じる（春海円香）
- えびドラ コンプCD 〜アニメver.〜（戸田山響子）
- 10歳の保健体育 ドラマCD「水着の保健体育」（姫武綾音）※文庫第5巻ドラマCD付き特装版
- ダブルクロス The 3rd Edition ドラマCD・デイズ（藤堂凛々花）
- となりの怪物くん（宮間ユウ）※コミックス第9巻ドラマCD付き特装版
- ドラマCD 寄生彼女サナ（櫛名田観琴）
- 魔法少女リリカルなのはGOD サウンドステージM 「エルトリアの空の下から」（ユーリ・エーベルヴァイン）
- ラグナロクオンライン 10thアニバーサリードラマCD 〜私を幸せにするもの〜（シーラ）

2013年
- 異能バトルは日常系のなかで（工藤美玲）
- シスコイ! シリーズ（渚）
  - シスコイ!
  - シスコイ!!2

- 10歳の保健体育 ドラマCD「0歳の保健体育」（姫武綾音）※文庫第6巻ドラマCD付き特装版
- 神曲奏界ポリフォニカ エイフォニック・ソングバード（コガムラ・ウリル）
- TVアニメーション「翠星のガルガンティア」ドラマCD 謝肉祭〜夕餉〜（メルティ）
- ハルモニアの気がかり（小杉由紀乃）
- ファイアーエムブレム 覚醒 シリーズ（リズ）
  - ドラマCD Vol.1 一触即発のイーリス・ロマンス
  - ドラマCD Vol.2 不撓不屈のペレジア・ストーム

- ファンタシースターオンライン2 〜Project ドリームアークス!〜（パティ）
- ライアー×ライアー（ナカ）※コミックス第4、5巻ドラマCD付き特装版
- ワールドエンブリオ（有栖川レナ）※コミックス第10、11巻ドラマCD付き特装版

2014年
- 佐藤くんと田中さん -The blood highschool（田中美咲）※コミックス第2巻ドラマCD付き限定版
- 10歳の保健体育 ドラマCD「10歳の身体測定」（姫武綾音）※文庫第7巻ドラマCD付き特装版
- TVアニメ「のんのんびより」オリジナルドラマCD（越谷小鞠）
- 電波教師（鑑純音）※コミックス第12巻ドラマCD付き限定版
- 這いよれ! ニャル子さん（ニャル子）※文庫第12巻ドラマCD付き限定特装版
- ファタモルガーナの館I 〜あなたに寄り添う音の物語 薔薇の章〜（ネリー・ローズ）
- ふしぎ荘+住人×住人2（恋、露天風呂の客ほか）

2015年
- 紅茶王子（染谷雪子）※「桜の花の紅茶王子」コミックス第4巻ドラマCD付き初回限定版
- 10歳の保健体育 ドラマCD「はみるよ、永遠に」（姫武綾音）※文庫第8巻ドラマCD付き特装版
- ドラマCD 高橋さんが聞いている。（高橋エナ）
- ドラマCD ひまわりさん（風祭まつり）
- ファントム オブ キル SPECIAL DRAMA CD（デュリン）
- ベイビィ★LOVE（有須川せあら）※箱クエスト りぼん60th Anniversary 恋するりぼんっ子 90年代編
- メイドが教える魔王学! ドラマCD「魔王とメイドの秘宝探検」（仲弐ヤマイ）

2016年
- 魔法少女リリカルなのは Reflection（アスティオン、シャンテ・アピニオン）※ドラマCD付き特別鑑賞券 - 2種

2017年
- 碓氷と彼女とロクサンの。-最後の夜=始まりの灯-（丸池みすず）

2019年
- プリンセスコネクト！Re:Dive PRICONNE CHARACTER SONG 08（リノ）

2020年
- 千歳くんはラムネ瓶のなかドラマCD 「王様とバースデー」（柊夕湖）
- ハッピークソライフ1（牡丹）

#### ラジオCD
- ひだまりラジオ特別編 〜いぇすっ! アスミス!!〜（2007年）
  - ひだまりラジオ×365特別編 〜いぇすっ! アスミス!!〜（2008年）
  - ひだまりラジオ×366特別編 〜いぇすっ! アスミス!!〜（2008年）
  - ひだまりらじお×☆☆☆特別編 〜いぇすっ! あすひとつ!〜（2010年）
  - ひだまりらじお×☆☆☆特別編 〜いぇすっ! あすふたつ!!〜（2010年）
  - ひだまりらじお×☆☆☆特別編 〜いぇすっ! あすみっつ!〜（2010年）
- 音泉突破グレンラガンラジオ 突破1（2007年）
- 武装神姫 RADIO RONDO（2008年）
  - 武装神姫 BATTLE RONDO オリジナルサウンドトラック（2009年）
  - 武装神姫 Character Song & Special Radio Rondo Vol.1 - 3（2010年 - 2012年）
- ANI-COM RADIO 〜フジワラでいいカナ〜 DJCD（2009年）
  - ANI-COM RADIO 〜フジワラでいいカナ〜 DJCD てんこもり（2010年）
  - ANI-COM RADIO 〜フジワラでいいカナ〜 DJCD さん（2011年）
  - ANI-COM RADIO 〜フジワラでいいカナ〜 DJCD 4EVER（2012年）
- 良子と佳奈のアマガミ カミングスウィート! Vol.1 - 20（2009年 - 2012年）
- Which Witch? DJCD 「空の学校 放送部?」 Vol.1（2010年）
- 白恋♥ラジオナースステーション（2012年）
- 47都道府犬 2012夏（2012年）
  - 愛知犬と福岡犬のギリギリ! コンプライアンス（2013年）
- 武装神姫 マスターのためのラジオです。 Vol.1 - 4（2012年 - 2014年）
- GA×ホビレコ ラジオアーカイブス 2009-2010 feat.にゃるラジ1（2013年）
  - GA×ホビレコ ラジオアーカイブス 2010-2011 feat.にゃるラジ2（2013年）
- 這いよれ! ニャル子さんW 名状しがたいラジオのようなもの（2013年）
- ヤマノススメラジオノススメ ラジオCDノススメ（2014年 - 2019年）[一覧 43]
- DJCD 寝起きにポテトチップス あか（2015年）
  - DJCD 寝起きにポテトチップス あお（2015年）
  - DJCD 寝起きにポテトチップス きいろ（2015年）

#### 朗読CD
- 阿澄佳奈 星空ひなたぼっこ CD 「ことのはつむぎ1 - 4」（2011年・2012年・2014年・2015年）
- オレと彼女の絶対領域 1 - 3 Super reading CD 阿澄佳奈（2013年）

### 映像作品
- 小梅伍の巻（1999年）
- Over The Sky CD+DVD版（2005年）
- みなみけ!5の2!歌祭りだょ!放課後大爆発!!（2009年）
- 松来未祐・阿澄佳奈「はりきり★ラビリンス」（2010年）
- 阿澄佳奈 星空ひなたぼっこ DVD（2010年）
  - 阿澄佳奈 星空ひなたぼっこ ゲストスペシャル DVD（2011年）
  - 阿澄佳奈 星空ひなたぼっこ DVD3 - 6（2012年 - 2016年）
- テイルズ オブ フェスティバル 2010（2010年）
- ワグナリア 〜夏の大感謝祭〜（2011年）
  - ワグナリア 〜春の大大大感謝祭〜（2012年）
- つれゲー Vol.2 松来未祐&阿澄佳奈×恐怖体感 呪怨（2011年）
- LISP COMPLETE DVD-BOX 〜LIVEとテレビと動画とCDとLISP〜（2011年）
- 寝起きにポテトチップス DVD（2012年）
- Animelo Summer Live 2012 -INFINITY∞- 8.26（2013年）
  - Animelo Summer Live 2013 -FLAG NINE- 8.25（2014年）
- 「WORKING!!」「サーバント×サービス」夏祭りだよ!!全員集合（2014年）
- じょしのみッ!
- 魔法少女リリカルなのは15周年記念イベント「リリカル☆ライブ」（2020年）

### その他コンテンツ
- MAPLUS ポータブルナビ3 「ティンクル☆くるせいだーすGoGo!」マカロン きせかえパック（2010年10月28日）
- Clarion Smoonavi ダウンロードボイス（ハニエル）（2012年7月4日）
- Type:YOU TYPE04 阿澄佳奈モデル
- ヤマノススメコラボイベント
  - 西武鉄道 車内放送・構内放送（2014年 - 2017年）[一覧 44]
  - 富士急行 ヤマノススメ号 車内アナウンス（2014年8月8日 - 12月28日）
  - メットライフドーム 場内アナウンス（2017年8月27日[358]）
- メカクシティアクターズ 音声目覚まし時計（エネ）（2014年11月20日）
- ヤマノススメ ボイスクロック（ひなた）（2015年1月29日）
- 蒼樹うめ展 音声ガイド（蒼樹うめ、悠木碧と共に[359]）
- 魔法つかいプリキュア! キャラクターショー後期版（みすず[360]）
- 3ねんDぐみガラスの仮面〜とびだせ私たちのVR（ヴィクトリーロード）〜（2017年、北島マヤ[361]）
- アロンアルフアのイメージキャラクター、今直筑乃（いますぐつくの）[362]

## ディスコグラフィ

### キャラクターソング
| 発売日   | 商品名                                                                                               | 歌 | 楽曲 | 備考                                                                        |
| 2005年   | 2005年                                                                                               | 2005年 | 2005年 | 2005年                                                                      |
| -------- | --- | --- | --- | --------------------------------------------------------------------------- |
| 8月26日  | Over The Sky                                                                                         | パティ（阿澄佳奈）、月歌（井口裕香）、レン（徳永愛）                                                                                              | 「Over The Sky」 | ゲーム『クロスワールド 〜見知らぬ空のエターティア〜』オープニングテーマ     |
| 8月26日  | Over The Sky                                                                                         | パティ（阿澄佳奈）、月歌（井口裕香）、レン（徳永愛）、メローネ（新谷良子）                                                                        | 「君のMemory」 | ゲーム『クロスワールド 〜見知らぬ空のエターティア〜』エンディングテーマ     |
| 9月29日  | クロスワールド キャラクターコレクション（1）「パティ・アーリア」                                     | パティ・アーリア（阿澄佳奈） | 「Yes!Yes!Yes!」 「未来地図」 | ゲーム『クロスワールド 〜見知らぬ空のエターティア〜』関連曲                 |
| 2007年   | | | |                                                                             |
| 1月24日  | スケッチスイッチ                                                                                     | ゆの（阿澄佳奈） | 「おんなのこパズル」 | Webラジオ『ひだまりラジオ』オープニングテーマ                               |
| 6月27日  | ひだまりラジオ特別編 〜いぇすっ！アスミス!!〜                                                        | ゆの（阿澄佳奈） | 「夢グライダー」 | テレビアニメ『ひだまりスケッチ』挿入歌                                      |
| 9月5日   | ひだキャラ                                                                                           | ゆの（阿澄佳奈） | 「はーい！チャンスちゃん」 | テレビアニメ『ひだまりスケッチ』関連曲                                      |
| 12月21日 | PRISM ARK PRIVATE SONG Vol.8                                                                         | ブリジット（阿澄佳奈） | 「Happy Road」 | テレビアニメ『PRISM ARK』関連曲                                             |
| 2008年   | | | |                                                                             |
| 3月21日  | 武装神姫 RADIO RONDO                                                                                 | 天使型 アーンヴァル（阿澄佳奈）、悪魔型 ストラーフ（茅原実里）                                                                                    | 「I Will Follow You（FULL ver.）」 | ゲーム『武装神姫 BATTLE RONDO』オープニングテーマ                           |
| 6月4日   | ゆめデリバリー                                                                                       | ゆの（阿澄佳奈） | 「ゆめデリバリー」 | Webラジオ『ひだまりラジオ×365』オープニングテーマ                           |
| 6月4日   | ゆめデリバリー                                                                                       | ゆの（阿澄佳奈） | 「ひだまりランナー」 | Webラジオ『ひだまりラジオ×365』エンディングテーマ                           |
| 7月23日  | ？でわっしょい                                                                                       | ゆの（阿澄佳奈）、宮子（水橋かおり）、ヒロ（後藤邑子）、沙英（新谷良子）                                                                          | 「？でわっしょい」 | テレビアニメ『ひだまりスケッチ×365』オープニングテーマ                      |
| 7月23日  | ？でわっしょい                                                                                       | ゆの（阿澄佳奈）、宮子（水橋かおり）、ヒロ（後藤邑子）、沙英（新谷良子）                                                                          | 「すたこらドリーム」 | テレビアニメ『ひだまりスケッチ×365』関連曲                                  |
| 9月10日  | ひだまりスケッチ×365 キャラクターソング Vol.1 ゆの                                                   | ゆの（阿澄佳奈） | 「こんなのはじめて」 「やる気がふにゃー」 | テレビアニメ『ひだまりスケッチ×365』関連曲                                  |
| 10月22日 | セキレイ サウンドステージ 02                                                                         | 佐橋ユカリ（阿澄佳奈） | 「Love is power」 | テレビアニメ『セキレイ』関連曲                                              |
| 11月5日  | にじいろキャラチェンジ！                                                                             | あむ（伊藤かな恵） with ラン（阿澄佳奈）、ミキ（加藤奈々絵）、スゥ（豊崎愛生）                                                                    | 「にじいろキャラチェンジ！」 | ゲーム『しゅごキャラ！ あむのにじいろキャラチェンジ』オープニングテーマ     |
| 11月5日  | にじいろキャラチェンジ！                                                                             | あむ（伊藤かな恵） with ラン（阿澄佳奈）、ミキ（加藤奈々絵）、スゥ（豊崎愛生）                                                                    | 「最強LOVE POWER」 | ゲーム『しゅごキャラ！ あむのにじいろキャラチェンジ』エンディングテーマ     |
| 2009年   | | | |                                                                             |
| 3月18日  | しゅごキャラ！ キャラクターソングコレクション                                                        | あむ（伊藤かな恵） with ラン（阿澄佳奈）、ミキ（加藤奈々絵）、スゥ（豊崎愛生）                                                                    | 「Happy Xmas」 「いいことありそう」 | テレビアニメ『しゅごキャラ！』関連曲                                        |
| 3月25日  | HIDAMARILAND GO LAND                                                                                 | ゆの（阿澄佳奈）、宮子（水橋かおり）、ヒロ（後藤邑子）、沙英（新谷良子）、吉野屋先生（松来未祐）、校長先生（チョー）、うめ先生（蒼樹うめ）        | 「ひだまりランド・ゴーランド」 | 『超ひだまつりZ』主題歌                                                     |
| 5月29日  | ミカるんX ドラマCD 02                                                                                | 南るんな（阿澄佳奈） | 「しあわせのスパイラル（日本海フォームVer.）」 | ドラマCD『ミカるんX』主題歌                                                 |
| 8月5日   | Treasure! 〜君と出逢えたコト〜                                                                       | マリン（阿澄佳奈）、宮守夏音（寿美菜子） | 「Treasure! 〜君と出逢えたコト〜」 | Webラジオ『うみものらじお 〜あいしてる！〜』オープニングテーマ              |
| 8月21日  | とある魔術の禁書目録 アーカイブス4                                                                   | 風斬氷華（阿澄佳奈） | 「i（哀）インターセクト」 | テレビアニメ『とある魔術の禁書目録』関連曲                                  |
| 9月18日  | アマガミ キャラクターソング Vol.4 美也「Grown up!」                                                  | 美也（阿澄佳奈） | 「Grown up!」 | ゲーム『アマガミ』関連曲                                                    |
| 9月18日  | 断罪のマリア キャラクターソングアルバム gran jubilee vol.3 天の揺り篭編                              | マリア（阿澄佳奈） | 「内緒の十字架」 | ゲーム『断罪のマリア』関連曲                                                |
| 9月18日  | Which Witch? キャラクターCD 第1弾 〜波音〜                                                           | 仁備波音（阿澄佳奈） | 「天空のレーヴェ」 | 『Which Witch?』関連曲                                                      |
| 12月9日  | うみものがたり 〜あなたがいてくれたコト〜 「みんな、あいしてる！」                                   | マリン（阿澄佳奈） | 「みんな、あいしてる！」 | テレビアニメ『うみものがたり 〜あなたがいてくれたコト〜』関連曲             |
| 12月25日 | ドラマCD ときメモ！ Vol.1 超！伝説研・誕生だよ♪                                                      | 葵若葉（阿澄佳奈） | 「伝説をつかまえて」 | Webラジオ『ときメモ！ラジオ ゆめぎの高校放送室』オープニングテーマ          |
| 2010年   | | | |                                                                             |
| 1月27日  | けんぷファー キャラクターソングアルバム                                                              | 近堂水琴（阿澄佳奈） | 「すぱいすがーるはーとくらぶ」 | テレビアニメ『けんぷファー』関連曲                                          |
| 1月27日  | できるかなって☆☆☆                                                                                    | ゆの（阿澄佳奈）、宮子（水橋かおり）、ヒロ（後藤邑子）、沙英（新谷良子）                                                                          | 「できるかなって☆☆☆」 | テレビアニメ『ひだまりスケッチ×☆☆☆』オープニングテーマ                      |
| 1月27日  | できるかなって☆☆☆                                                                                    | ゆの（阿澄佳奈）、宮子（水橋かおり）、ヒロ（後藤邑子）、沙英（新谷良子）                                                                          | 「ひだまりっぽい数え唄」 | テレビアニメ『ひだまりスケッチ×☆☆☆』関連曲                                  |
| 2月17日  | しゅごキャラ！ キャラクターソングコレクション3                                                       | ラン（阿澄佳奈）、ミキ（加藤奈々絵）、スゥ（豊崎愛生）、ダイヤ（伊藤かな恵）                                                                      | 「たまご戦士しゅごボンバー」 | テレビアニメ『しゅごキャラ！』関連曲                                        |
| 3月10日  | 笑うかどにはパンパンパン！                                                                           | ゆの（阿澄佳奈） | 「笑うかどにはパンパンパン！」 | Webラジオ『ひだまりらじお×☆☆☆』オープニングテーマ                           |
| 3月10日  | 笑うかどにはパンパンパン！                                                                           | ゆの（阿澄佳奈） | 「誰かがまってる」 | Webラジオ『ひだまりらじお×☆☆☆』エンディングテーマ                           |
| 3月24日  | ひだまりスケッチ×☆☆☆ キャラクターCD Vol.1 ゆの                                                       | ゆの（阿澄佳奈） | 「はなまるスケッチ」 | テレビアニメ『ひだまりスケッチ×☆☆☆』関連曲                                  |
| 4月21日  | SOMEONE ELSE                                                                                         | 種島ぽぷら（阿澄佳奈）、伊波まひる（藤田咲）、轟八千代（喜多村英梨）                                                                              | 「SOMEONE ELSE」 | テレビアニメ『WORKING!!』オープニングテーマ                                 |
| 7月22日  | 会長はメイド様！ キャラクターコンセプトCD3 -Maid Side2-                                              | ほのか（阿澄佳奈） | 「しゃ・ぼん・だ・ま」 | テレビアニメ『会長はメイド様！』関連曲                                      |
| 7月30日  | 絶対迷宮グリム 〜七つの鍵と楽園の乙女〜 キャラクターコンセプトCD Vol.3「星を数えるラプンツェル」     | ラプンツェル（阿澄佳奈） | 「星を数えるラプンツェル」 | ゲーム『絶対迷宮グリム 〜七つの鍵と楽園の乙女〜』関連曲                     |
| 8月25日  | 会長はメイド様！ Maid Latte Songs!                                                                   | ほのか（阿澄佳奈） | 「Very Merry-Go-Round」 | テレビアニメ『会長はメイド様！』関連曲                                      |
| 8月25日  | 会長はメイド様！ Maid Latte Songs!                                                                   | 美咲（藤村歩）、さつき（豊崎愛生）、ほのか（阿澄佳奈）、すばる（植田佳奈）、エリカ（伊瀬茉莉也）                                                  | 「Magic of Love」 | テレビアニメ『会長はメイド様！』関連曲                                      |
| 10月27日 | アガレスト戦記2 ボーカルミニアルバム 受け継がれる魂の旋律                                            | フィオナ（阿澄佳奈）、イヴァ（井上麻里奈） | 「閃光の彼方へ」 | ゲーム『アガレスト戦記2』関連曲                                             |
| 11月25日 | 武装神姫 Character Song & Special Radio Rondo                                                        | 天使型 アーンヴァルMk.2（阿澄佳奈） | 「Promise」 | 『武装神姫』関連曲                                                          |
| 12月15日 | TVアニメ「アマガミSS」キャラクターイメージソングス For You…                                          | 橘美也（阿澄佳奈） | 「プレゼント」 | テレビアニメ『アマガミSS』関連曲                                            |
| 12月22日 | ひだまりんぐsongs 〜ひだまりスケッチ×☆☆☆ キャラクターソング集〜                                      | ゆの（阿澄佳奈） | 「はなまるスケッチ」 | テレビアニメ『ひだまりスケッチ×☆☆☆』関連曲                                  |
| 2011年   | | | |                                                                             |
| 1月19日  | 素敵なある日                                                                                         | 橘美也（阿澄佳奈） | 「素敵なある日」 | テレビアニメ『アマガミSS』エンディングテーマ                                |
| 1月19日  | 素敵なある日                                                                                         | 橘美也（阿澄佳奈） | 「あのね」 | テレビアニメ『アマガミSS』関連曲                                            |
| 4月27日  | 時々ドキドキ/like a flower                                                                           | 桜井梨穂子（新谷良子）、美也（阿澄佳奈） | 「時々ドキドキ」 | Webラジオ『良子と佳奈のアマガミ カミングスウィート！』オープニングテーマ    |
| 4月27日  | 時々ドキドキ/like a flower                                                                           | 桜井梨穂子（新谷良子）、美也（阿澄佳奈） | 「like a flower」 | Webラジオ『良子と佳奈のアマガミ カミングスウィート！』エンディングテーマ    |
| 5月25日  | アイノヨカン                                                                                         | 神のみぞ知り隊 | 「アイノヨカン」 | テレビアニメ『神のみぞ知るセカイII』エンディングテーマ                      |
| 5月25日  | ドラマCD『這いよれ！ニャル子さんGX 〜フェイタル・アトラクション〜 初回製造盤購入特典                 | ニャル子（阿澄佳奈）、八坂真尋（喜多村英梨） | 「SAN年目のいくぢなし」 | ドラマCD『這いよれ！ ニャル子さん』関連曲                                   |
| 6月15日  | 神のみキャラCD.6 小阪ちひろ starring 阿澄佳奈                                                        | 小阪ちひろ（阿澄佳奈） | 「It's All Right」 「アイノヨカン from Chihiro」 | テレビアニメ『神のみぞ知るセカイII』関連曲                                  |
| 6月22日  | TVアニメ「WORKING!!」きゃらそん☆MENU (2) 種島ぽぷら starring 阿澄佳奈                                | 種島ぽぷら（阿澄佳奈） | 「SMILE+SMILES」 「ワグナリア賛歌〜a day of 種島ぽぷら」 | テレビアニメ『WORKING!!』関連曲                                             |
| 7月6日   | TVアニメ「アスタロッテのおもちゃ！」キャラクターソングCD Vol.5「ドーラ&シグルド+メルチェリーダ」     | ドーラ（阿澄佳奈）、シグルド（吉野裕行） | 「スイッチ・オン!!!」 | テレビアニメ『アスタロッテのおもちゃ！』関連曲                              |
| 7月20日  | プリティーリズム・オーロラドリーム ライブチック・キャラクターソングCD act.1 Dream Goes On            | 春音あいら（阿澄佳奈） | 「Dream Goes On」 | テレビアニメ『プリティーリズム・オーロラドリーム』挿入歌                    |
| 7月20日  | プリティーリズム・オーロラドリーム ライブチック・キャラクターソングCD act.5 めらめらハートが熱くなる | MARs | 「めらめらハートが熱くなる」 | テレビアニメ『プリティーリズム・オーロラドリーム』挿入歌                    |
| 8月24日  | 桜風に約束を -旅立ちの歌-                                                                            | ネギ・スプリングフィールド&麻帆良学園中等部3-A | 「桜風に約束を -旅立ちの歌-」 | 劇場アニメ『劇場版 魔法先生ネギま！ ANIME FINAL』主題歌                     |
| 9月21日  | 「まよチキ！」キャラクターソングアルバム まよウタ！                                                  | 鳴海ナクル（阿澄佳奈） | 「イケナイ♡シャングリラ」 | テレビアニメ『まよチキ！』関連曲                                            |
| 11月2日  | COOLISH WALK                                                                                         | 種島ぽぷら（阿澄佳奈）、伊波まひる（藤田咲）、轟八千代（喜多村英梨）                                                                              | 「COOLISH WALK」 | テレビアニメ『WORKING'!!』オープニングテーマ                                |
| 11月23日 | 気まぐれ、じゃんけんポンっ！/nora                                                                    | ゆの（阿澄佳奈）、宮子（水橋かおり）、ヒロ（後藤邑子）、沙英（新谷良子）                                                                          | 「気まぐれ、じゃんけんポンっ！」 | テレビアニメ『ひだまりスケッチ×SP』オープニングテーマ                       |
| 12月16日 | 1000%キュンキュンさせてよ♥/プリティーリズムでGo!                                                     | プリティーリズム☆オールスターズ | 「1000%キュンキュンさせてよ♥」 | テレビアニメ『プリティーリズム・オーロラドリーム』オープニングテーマ        |
| 12月16日 | 1000%キュンキュンさせてよ♥/プリティーリズムでGo!                                                     | MARs | 「プリティーリズムでGo！」 | テレビアニメ『プリティーリズム・オーロラドリーム』エンディングテーマ        |
| 12月21日 | 「神のみぞ知るセカイ」キャラクター・カバーALBUM 〜選曲:若木民喜〜                                    | 小阪ちひろ（阿澄佳奈） | 「すいみん不足」 | テレビアニメ『神のみぞ知るセカイII』関連曲                                  |
| 12月21日 | DOG DAYS ドラマBOX vol.3                                                                             | ビスコッティオールスターズ | 「Miracle Colors -Remix-」 | ドラマCD『DOG DAYS』挿入歌                                                  |
| 12月28日 | TVアニメ「たまゆら〜hitotose〜」ボーカルアルバム、なので。                                           | 塙かおる（阿澄佳奈） | 「希望のカタチ」 | テレビアニメ『たまゆら〜hitotose〜』関連曲                                  |
| 12月28日 | TVアニメ「たまゆら〜hitotose〜」ボーカルアルバム、なので。                                           | 沢渡楓（竹達彩奈）、塙かおる（阿澄佳奈）、岡崎のりえ（井口裕香）、桜田麻音（儀武ゆう子）                                                          | 「あしたの陽だまり」 | テレビアニメ『たまゆら〜hitotose〜』関連曲                                  |
| 2012年   | | | |                                                                             |
| 3月7日   | always vol.02                                                                                        | 橘美也（阿澄佳奈） | 「Wonder Land」 | テレビアニメ『アマガミSS+ plus』関連曲                                      |
| 3月16日  | プリティーリズム・オーロラドリーム プリズム☆ミュージックコレクション                                 | MARs | 「Hop! Step!! Jump!!!」 | テレビアニメ『プリティーリズム・オーロラドリーム』挿入歌                    |
| 3月29日  | オトメディウスX（エクセレント!）オリジナルサウンドトラック                                           | 空羽亜乃亜（佐藤利奈）、アーンヴァル（阿澄佳奈）、ストラーフ（茅原実里）、月士華風魔（佐藤聡美）、ココロ・ベルモンド（原田ひとみ）                | 「fly 〜Full Ver.〜」 | ゲーム『オトメディウス エクセレント！』オープニングテーマ                   |
| 5月23日  | ずっと Be with you                                                                                   | RAMMに這いよるニャル子さん | 「ずっと Be with you」 | テレビアニメ『這いよれ！ ニャル子さん』エンディングテーマ                   |
| 5月23日  | ずっと Be with you                                                                                   | RAMMに這いよるニャル子さん | 「Attack with FULL FORCE」 | テレビアニメ『這いよれ！ ニャル子さん』関連曲                               |
| 5月23日  | 太陽曰く燃えよカオス                                                                                 | 後ろから這いより隊G | 「太陽曰く燃えよカオス」 | テレビアニメ『這いよれ！ ニャル子さん』オープニングテーマ                   |
| 8月1日   | 邪神曲たち                                                                                           | 後ろから這いより隊N | 「refrain 〜ほんとの気持ち〜」 | テレビアニメ『這いよれ！ ニャル子さん』関連曲                               |
| 8月1日   | 邪神曲たち                                                                                           | 後ろから這いより隊 | 「禍々しくも聖なるかな」 | テレビアニメ『這いよれ！ ニャル子さん』関連曲                               |
| 8月1日   | 邪神曲たち                                                                                           | 後ろから這いより隊G | 「太陽曰く燃えよカオス 30min Non-limit ver.」 | テレビアニメ『這いよれ！ ニャル子さん』関連曲                               |
| 10月17日 | Install × Dream                                                                                      | アン（阿澄佳奈）、ヒナ（茅原実里）、アイネス（水橋かおり）、レーネ（中島愛）                                                                      | 「Install × Dream」 | テレビアニメ『武装神姫』オープニングテーマ                                  |
| 10月17日 | Install × Dream                                                                                      | アン（阿澄佳奈）、ヒナ（茅原実里）、アイネス（水橋かおり）、レーネ（中島愛）                                                                      | 「Let's get SPARK!!!」 | テレビアニメ『武装神姫』関連曲                                              |
| 10月24日 | おーぷん☆きゃんばす                                                                                  | ゆの（阿澄佳奈）、宮子（水橋かおり）、ヒロ（後藤邑子）、沙英（新谷良子）、乃莉（原田ひとみ）、なずな（小見川千明）                                | 「おーぷん☆きゃんばす」 | テレビアニメ『ひだまりスケッチ×ハニカム』オープニングテーマ                 |
| 10月24日 | おーぷん☆きゃんばす                                                                                  | ゆの（阿澄佳奈）、宮子（水橋かおり） | 「またね、ようこそ、ひだまり荘」 | テレビアニメ『ひだまりスケッチ×ハニカム』関連曲                             |
| 11月21日 | Character Song Series【武】「SKY GARDEN」                                                            | アン（阿澄佳奈） | 「SKY GARDEN」 「Install × Dream」 | テレビアニメ『武装神姫』関連曲                                              |
| 11月21日 | 恋いろSHOOTING                                                                                       | ゆの（阿澄佳奈） | 「恋いろSHOOTING」 | Webラジオ『ひだまりラジオ×ハニカム』オープニングテーマ                      |
| 11月21日 | 恋いろSHOOTING                                                                                       | ゆの（阿澄佳奈） | 「それじゃ、ひだまり荘で。」 | Webラジオ『ひだまりラジオ×ハニカム』エンディングテーマ                      |
| 12月7日  | THEリスペクト EB10 Vol.1                                                                             | 戸田山響子（阿澄佳奈） | 「お砂糖ファンタジー」 | テレビアニメ『えびてん 公立海老栖川高校天悶部』関連曲                       |
| 12月7日  | THEリスペクト EB10 Vol.1                                                                             | 公立海老栖川高校天悶部2年生 | 「ビバビバ天悶部」 | テレビアニメ『えびてん 公立海老栖川高校天悶部』イメージソング               |
| 12月21日 | THEリスペクト EB10 Vol.2                                                                             | 戸田山響子（阿澄佳奈） feat. 星の少女tai☆ | 「未来色の約束」 | テレビアニメ『えびてん 公立海老栖川高校天悶部』オープニングテーマ           |
| 12月21日 | THEリスペクト EB10 Vol.2                                                                             | 戸田山響子（阿澄佳奈） | 「ビバビバ天悶部」 | テレビアニメ『えびてん 公立海老栖川高校天悶部』関連曲                       |
| 12月26日 | Scenes from BUSOUSHINKI                                                                              | アン（阿澄佳奈）、ヒナ（茅原実里）、アイネス（水橋かおり）、レーネ（中島愛）                                                                      | 「Install × Dream」 | テレビアニメ『武装神姫』オープニングテーマ                                  |
| 12月26日 | Scenes from BUSOUSHINKI                                                                              | アン（阿澄佳奈）、ヒナ（茅原実里）、アイネス（水橋かおり）、レーネ（中島愛）                                                                      | 「君と未来へ」 | テレビアニメ『武装神姫』挿入歌                                              |
| 12月26日 | Scenes from BUSOUSHINKI                                                                              | アン（阿澄佳奈） | 「sweet dream」 | テレビアニメ『武装神姫』関連曲                                              |
| 2013年   | | | |                                                                             |
| 1月15日  | 絶叫★ジゴクリメーション                                                                              | サキュバちゃんと叫ぶ地獄隊 | 「絶叫★ジゴクリメーション」 | Webアニメ『地獄ようちえん』オープニングテーマ                               |
| 1月30日  | 超次元ゲイム ネプテューヌ 守護女神Vol.4 ブラン×ホワイトハート                                        | ブラン（阿澄佳奈） | 「Dear… every day」 | ゲーム『超次元ゲイム ネプテューヌ』関連曲                                   |
| 1月30日  | 超次元ゲイム ネプテューヌ 守護女神Vol.4 ブラン×ホワイトハート                                        | ホワイトハート（阿澄佳奈） | 「MY RULE」 | ゲーム『超次元ゲイム ネプテューヌ』関連曲                                   |
| 2月20日  | WWWキャラクター・ソングシリーズ01 ニャル子                                                           | 後ろから這いより隊N | 「曲解I LOVE YOU × ウザ>>>かわいい」 「太陽言わない燃えよカオス」 | テレビアニメ『這いよれ！ ニャル子さんW』関連曲                              |
| 3月13日  | スタッカート・デイズ                                                                                 | あおい（井口裕香）、ひなた（阿澄佳奈） | 「スタッカート・デイズ」 | テレビアニメ『ヤマノススメ』エンディングテーマ                              |
| 3月13日  | スタッカート・デイズ                                                                                 | ひなた（阿澄佳奈） | 「スタッカート・デイズ」 | テレビアニメ『ヤマノススメ』関連曲                                          |
| 3月20日  | プリティーリズム・ディアマイフューチャー プリズム☆ミュージックコレクション                           | MARs | 「Que sera」 | テレビアニメ『プリティーリズム・ディアマイフューチャー』挿入歌              |
| 3月27日  | 浸透圧シンフォニー                                                                                   | 月読鎖々美（阿澄佳奈） | 「浸透圧シンフォニー」 | テレビアニメ『ささみさん@がんばらない』エンディングテーマ                   |
| 4月10日  | 邪名曲たち                                                                                           | ニャル子（阿澄佳奈） | 「夢は終わらない 〜こぼれ落ちる時の雫〜」 | テレビアニメ『這いよれ！ ニャル子さんW』関連曲                              |
| 4月24日  | 恋は渾沌の隷也                                                                                       | 後ろから這いより隊G | 「恋は渾沌の隷也」 | テレビアニメ『這いよれ！ ニャル子さんW』オープニングテーマ                  |
| 4月24日  | 這いよれ！ ニャル子さんW エンディングソングシリーズ1 RAMMに這いよる XXX                              | RAMMに這いよるニャル子さん | 「よってS.O.S」 | テレビアニメ『這いよれ！ ニャル子さんW』エンディングテーマ                  |
| 4月24日  | 這いよれ！ ニャル子さんW エンディングソングシリーズ1 RAMMに這いよる XXX                              | RAMMに這いよる邪神さん | 「Wonderナンダ？片思い」 | テレビアニメ『這いよれ！ ニャル子さんW』エンディングテーマ                  |
| 7月17日  | わんわんわんわんN_1!!                                                                                | 犬っ娘くらぶ | 「わんわんわんわんN_1!!」 | テレビアニメ『犬とハサミは使いよう』オープニングテーマ                      |
| 7月31日  | 犬とハサミは使いよう キャラクターソング2「LITTLE SISTER SPICE MAGIC♡」                               | 春海円香（阿澄佳奈） | 「LITTLE SISTER SPICE MAGIC♡」 「わんわんわんわんN_1!!」 | テレビアニメ『犬とハサミは使いよう』関連曲                                  |
| 8月21日  | Deep Breath                                                                                          | 小杉由紀乃（阿澄佳奈） | 「Deep Breath」 「ずっきゅRING カップRING」 | ドラマCD『ハルモニアの気がかり』関連曲                                      |
| 8月28日  | 神次元アイドル ネプテューヌPP Complete Bundle Processor vol.4 ブラン×ホワイトハート                  | ブラン（阿澄佳奈） | 「Fly High!（idol dance ver）」 「with confidence（idol dance ver）」 「HP ∞ LOVE Power（idol dance ver）」 「Dear… every day（idol dance ver）」                                               | ゲーム『神次元アイドル ネプテューヌPP』関連曲                               |
| 9月25日  | 初めて恋をした記憶                                                                                   | 2B PENCILS & 中川かのん（東山奈央） | 「初めて恋をした記憶」 | テレビアニメ『神のみぞ知るセカイ 女神篇』エンディングテーマ                 |
| 9月25日  | 初めて恋をした記憶                                                                                   | 2B PENCILS with 学食のおばちゃん（儀武ゆう子） | 「キャッチ・ザ・レインボー」 | テレビアニメ『神のみぞ知るセカイ 女神篇』関連曲                             |
| 9月25日  | 初めて恋をした記憶                                                                                   | 小阪ちひろ（阿澄佳奈） | 「初めて恋をした記憶」 | テレビアニメ『神のみぞ知るセカイ 女神篇』関連曲                             |
| 10月16日 | 邪礼曲たち                                                                                           | 後ろから這いより隊G | 「恋は渾沌の隷也 -RAMMアレンジver.-」 | テレビアニメ『這いよれ！ ニャル子さんW』関連曲                              |
| 10月16日 | 邪礼曲たち                                                                                           | 後ろから這いより隊 | 「ニャルニャルサービスメドレー」 | テレビアニメ『這いよれ！ ニャル子さんW』関連曲                              |
| 10月25日 | 断罪のマリア ソング ラ・カンパネラシリーズ vol.7 マリア 「天国硝子の階段で」                         | マリア（阿澄佳奈） | 「天国硝子の階段で」 | ゲーム『断罪のマリア 〜ラ・カンパネラ〜』関連曲                             |
| 11月6日  | のんのん日和                                                                                         | 宮内れんげ（小岩井ことり）、一条蛍（村川梨衣）、越谷夏海（佐倉綾音）、越谷小鞠（阿澄佳奈）                                                        | 「のんのん日和」 | テレビアニメ『のんのんびより』エンディングテーマ                            |
| 11月6日  | Fan Fanfare!!!                                                                                       | Sweet Diva | 「Fan Fanfare!!!」 | テレビアニメ『世界でいちばん強くなりたい！』エンディングテーマ              |
| 11月27日 | ひだまループ×エブリデイ♪                                                                             | ゆの（阿澄佳奈）、宮子（水橋かおり） | 「ハニカムスマイル」 | テレビアニメ『ひだまりスケッチ×ハニカム』関連曲                             |
| 11月27日 | ひだまループ×エブリデイ♪                                                                             | ゆの（阿澄佳奈）、宮子（水橋かおり）、ヒロ（後藤邑子）、沙英（新谷良子）、乃莉（原田ひとみ）、なずな（小見川千明）                                | 「フラワーリーフ 〜みんなでひとつ〜」 | テレビアニメ『ひだまりスケッチ×ハニカム』関連曲                             |
| 12月11日 | 2B PENCILS                                                                                           | 2B PENCILS | 「QUESTION?」 「Heart Beatにご用心！」 「Wonder Chance」 「Oh!まい☆GOD!!」 「DIVE into the SKY」 「Special Memory」 「NO.1」 「It's All Right」                                                 | テレビアニメ『神のみぞ知るセカイ 女神篇』関連曲                             |
| 12月13日 | 法被ハピHappy!                                                                                       | そよたん（下田麻美）、みこたん（阿澄佳奈） | 「YOSAKOIソーラン 春夏秋冬Ver」 「ささやかな願い」 いなせだね」 | 『そよみこプロジェクト』関連曲                                              |
| 12月13日 | 法被ハピHappy!                                                                                       | みこたん（阿澄佳奈） | 「無敵モードでスパークル☆彡」 「恋のはっぴぃクローバー」 | 『そよみこプロジェクト』関連曲                                              |
| 2014年   | | | |                                                                             |
| 1月29日  | のんのん姉妹                                                                                         | 越谷夏海（佐倉綾音）、越谷小鞠（阿澄佳奈） | 「のんのん姉妹」 | テレビアニメ『のんのんびより』関連曲                                        |
| 2月12日  | 「神のみぞ知るセカイ」キャラクター・カバーALBUM2 〜選曲:若木民喜〜                                   | 小阪ちひろ（阿澄佳奈） | 「Dang Dang 気になる」 | テレビアニメ『神のみぞ知るセカイ 女神篇』関連曲                             |
| 2月19日  | 犬ハサのうた                                                                                         | 犬っ娘くらぶ+ | 「わんわんわんわんN_1!!（Special ver.）」 | テレビアニメ『犬とハサミは使いよう』関連曲                                  |
| 2月19日  | 犬ハサのうた                                                                                         | MADOKA（阿澄佳奈） | 「禁神超妹マドカイザー！」 「Eternal Spice」 | テレビアニメ『犬とハサミは使いよう』関連曲                                  |
| 2月26日  | 夏色の風景                                                                                           | 越谷小鞠（阿澄佳奈） | 「夏色の風景」 | テレビアニメ『のんのんびより』関連曲                                        |
| 3月26日  | 這いよれ! ニャル子さん & 這いよれ！ ニャル子さんW コンプリートニャルバム                             | 後ろから這いより隊N | 「太陽曰く燃えよカオス」 | テレビアニメ『這いよれ！ ニャル子さん』関連曲                               |
| 3月26日  | 這いよれ! ニャル子さん & 這いよれ！ ニャル子さんW コンプリートニャルバム                             | 後ろから這いより隊G' | 「太陽曰く燃えよカオス」 | テレビアニメ『這いよれ！ ニャル子さん』関連曲                               |
| 3月26日  | 這いよれ! ニャル子さん & 這いよれ！ ニャル子さんW コンプリートニャルバム                             | 後ろから這いより隊G | 「太陽言わない燃えよカオス」 | テレビアニメ『這いよれ！ ニャル子さん』関連曲                               |
| 3月26日  | 這いよれ! ニャル子さん & 這いよれ！ ニャル子さんW コンプリートニャルバム                             | 後ろから這いより隊 | 「太陽言わない燃えよカオス」 | テレビアニメ『這いよれ！ ニャル子さん』関連曲                               |
| 4月30日  | 彼女がフラグを立てる理由                                                                             | YELL | 「彼女がフラグを立てる理由」 | テレビアニメ『彼女がフラグをおられたら』エンディングテーマ                  |
| 7月23日  | タンテイズム99%                                                                                      | 壱級天災（阿澄佳奈） | 「タンテイズム99%」 | テレビアニメ『龍ヶ嬢七々々の埋蔵金』関連曲                                  |
| 7月23日  | はなごのみ                                                                                           | 橘万里花（阿澄佳奈） | 「はなごのみ」 | テレビアニメ『ニセコイ』エンディングテーマ                                  |
| 8月27日  | 想像ダイアリー                                                                                       | 桐崎千棘（東山奈央）、小野寺小咲（花澤香菜）、鶫誠士郎（小松未可子）、橘万里花（阿澄佳奈）                                                        | 「想像ダイアリー」 | テレビアニメ『ニセコイ』エンディングテーマ                                  |
| 8月27日  | 超次元ゲイム ネプテューヌ シェアコンプリート ディスクス                                              | 4女神合唱 | 「Fly High!（idol dance ver）」 「with confidence（idol dance ver）」 「HP∞L♡VE Power（idol dance ver）」 「Dear… every day（idol dance ver）」 「ミラインフィニティ」 「フルパワーで夢を見て」 | ゲーム『神次元アイドル ネプテューヌPP』関連曲                               |
| 8月27日  | 「PHANTASY STAR ONLINE 2」キャラクターソングCD 〜Song Festival〜                                     | パティ（阿澄佳奈）、ティア（井口裕香） | 「双子星クオリティ」 | ゲーム『ファンタシースターオンライン2』関連曲                               |
| 9月17日  | Sweetest Boy                                                                                         | 召喚寺菊乃（阿澄佳奈） | 「Sweetest Boy」 「彼女がフラグを立てる理由」 | テレビアニメ『彼女がフラグをおられたら』関連曲                              |
| 10月3日  | 夏色プレゼント                                                                                       | あおい（井口裕香）、ひなた（阿澄佳奈）、かえで（日笠陽子）、ここな（小倉唯）                                                                      | 「夏色プレゼント」 | テレビアニメ『ヤマノススメ セカンドシーズン』オープニングテーマ             |
| 10月3日  | 夏色プレゼント                                                                                       | ひなた（阿澄佳奈） | 「夏色プレゼント」 | テレビアニメ『ヤマノススメ セカンドシーズン』関連曲                         |
| 11月26日 | 僕じゃダメですか？ 〜「告白実行委員会」キャラクターソング集〜                                        | HoneyWorks feat. 早坂あかり（阿澄佳奈） | 「ヤキモチの答え -another story-」 | 『告白実行委員会〜恋愛シリーズ〜』関連曲                                    |
| 12月17日 | 毎日コハルビヨリ                                                                                     | あおい（井口裕香）、ひなた（阿澄佳奈） | 「毎日コハルビヨリ」 | テレビアニメ『ヤマノススメ セカンドシーズン』オープニングテーマ             |
| 12月17日 | 毎日コハルビヨリ                                                                                     | ひなた（阿澄佳奈） | 「毎日コハルビヨリ」 | テレビアニメ『ヤマノススメ セカンドシーズン』関連曲                         |
| 2015年   | | | |                                                                             |
| 4月22日  | ガールフレンド（仮） Blu-ray&DVD第4巻特典CD                                                          | 戸村美知留（阿澄佳奈） | 「ココロ自由宣言」 | テレビアニメ『ガールフレンド（仮）』関連曲                                  |
| 5月8日   | 這いよれOnce Nyagain/きっとエンゲージ                                                                | 後ろから這いより隊G | 「這いよれOnce Nyagain」 | OVA『這いよれ！ ニャル子さんF』オープニングテーマ                           |
| 5月8日   | 這いよれOnce Nyagain/きっとエンゲージ                                                                | RAMMに這いよるニャル子さん | 「きっとエンゲージ」 | OVA『這いよれ！ ニャル子さんF』エンディングテーマ                           |
| 6月24日  | 曖昧ヘルツ                                                                                           | 桐崎千棘（東山奈央）、小野寺小咲（花澤香菜）、鶫誠士郎（小松未可子）、橘万里花（阿澄佳奈）                                                        | 「曖昧ヘルツ」 | テレビアニメ『ニセコイ:』エンディングテーマ                                 |
| 6月24日  | WORKING!!きゃらそん☆フルコース                                                                       | 種島ぽぷら（阿澄佳奈） | 「SMILE+SMILES」 「ワグナリア賛歌〜a day of 種島ぽぷら」 | テレビアニメ『WORKING!!』関連曲                                             |
| 8月12日  | NOW!!!GAMBLE                                                                                         | 種島ぽぷら（阿澄佳奈）、伊波まひる（藤田咲）、轟八千代（喜多村英梨）                                                                              | 「NOW!!!GAMBLE」 | テレビアニメ『WORKING!!!』オープニングテーマ                                |
| 8月26日  | またどーらぶ                                                                                         | 橘万里花（阿澄佳奈） | 「またどーらぶ」 | テレビアニメ『ニセコイ:』エンディングテーマ                                 |
| 9月9日   | おかえり                                                                                             | 宮内れんげ（小岩井ことり）、一条蛍（村川梨衣）、越谷夏海（佐倉綾音）、越谷小鞠（阿澄佳奈）                                                        | 「おかえり」 | テレビアニメ『のんのんびより りぴーと』エンディングテーマ                   |
| 9月9日   | のんのんびより きゃらくたーそんぐ べすと なのん！                                                    | 宮内れんげ（小岩井ことり）、越谷小鞠（阿澄佳奈）                                                                                                  | 「おゆうぎするん〜あわれぽんぽこ節〜」 | テレビアニメ『のんのんびより』関連曲                                        |
| 9月11日  | 劇場版プリパラ み〜んなあつまれ！プリズム☆ツアーズ テラコズミック☆スペシャルツアーセット 特典CD      | SAINTS、SoLaMiDressing | 「Make it! -SAINTS & SoLaMiDressing ver.-」 | 劇場アニメ『劇場版プリパラ み〜んなあつまれ!プリズム☆ツアーズ』挿入歌       |
| 10月28日 | センチメンタルに憧れて                                                                               | 越谷小鞠（阿澄佳奈） | 「センチメンタルに憧れて」 | テレビアニメ『のんのんびより りぴーと』関連曲                               |
| 12月16日 | 「初恋の歌」〜LOVE SONGS〜                                                                           | 河合美夢（阿澄佳奈） | 「幸せなウソ」 | ゲーム『初恋の歌』関連曲                                                    |
| 2016年   | | | |                                                                             |
| 1月27日  | Classroom☆Crisis BD&DVD第4巻特典CD                                                                   | 能年ユナ（阿澄佳奈） | 「1/2」 | テレビアニメ『Classroom☆Crisis』関連曲                                      |
| 2月24日  | となりっこいなかっこ                                                                                 | 越谷夏海（佐倉綾音）、越谷小鞠（阿澄佳奈）、富士宮このみ（新谷良子）                                                                              | 「となりっこいなかっこ」 | テレビアニメ『のんのんびよりりぴーと』関連曲                                |
| 3月9日   | PERFECT PARTY!                                                                                       | ミス・モノクローム with キャラメル | 「PERFECT PARTY!」 | テレビアニメ『ミス・モノクローム -The Animation- 3』関連曲                  |
| 2017年   | | | |                                                                             |
| 2月22日  | 何度だって、好き。〜告白実行委員会〜                                                                 | HoneyWorks feat. 早坂あかり（阿澄佳奈） | 「私が恋を知る日」 | 『告白実行委員会〜恋愛シリーズ〜』関連曲                                    |
| 2月22日  | 何度だって、好き。〜告白実行委員会〜                                                                 | HoneyWorks feat.瀬戸口優（神谷浩史）、榎本夏樹（戸松遥）、望月蒼太（梶裕貴）、早坂あかり（阿澄佳奈）、芹沢春輝（鈴村健一）、合田美桜（豊崎愛生）  | 「東京サマーセッション」 | 『告白実行委員会〜恋愛シリーズ〜』関連曲                                    |
| 4月7日   | 世界でいちばん強くなりたい 主題歌&キャラクターソング                                                 | 宮澤エレナ（阿澄佳奈） | 「Eternal Stage」 | パチンコ『CR世界でいちばん強くなりたい！』関連曲                            |
| 10月28日 | おもいでクリエイターズ                                                                               | あおい（井口裕香）、ひなた（阿澄佳奈） | 「おもいでクリエイターズ」 | OVA『ヤマノススメ おもいでプレゼント』主題歌                                |
| 10月28日 | おもいでクリエイターズ                                                                               | ひなた（阿澄佳奈） | 「おもいでクリエイターズ」 | OVA『ヤマノススメ おもいでプレゼント』関連曲                                |
| 12月6日  | 東京ウィンターセッション feat.瀬戸口優・榎本夏樹・望月蒼太・早坂あかり・芹沢春輝・合田美桜           | HoneyWorks feat.瀬戸口優（神谷浩史）、榎本夏樹（戸松遥）、望月蒼太（梶裕貴）、早坂あかり（阿澄佳奈）、芹沢春輝（鈴村健一）、合田美桜（豊崎愛生）  | 「東京ウィンターセッション」 | テレビアニメ『いつだって僕らの恋は10センチだった。』エンディングテーマ      |
| 2018年   | | | |                                                                             |
| 1月31日  | Journey to the Sunshine                                                                              | Aqoursと浦の星の仲間たち | 「勇気はどこに？君の胸に！」 | テレビアニメ『ラブライブ！サンシャイン!!』第2期エンディングテーマ           |
| 3月25日  | GAME PriPara Music Collection vol.5                                                                  | マイキャラガールズ | 「Forever Friends 〜1/74億分の奇跡〜」 | ゲーム『アイドルタイムプリパラ』関連曲                                      |
| 3月25日  | GAME PriPara Music Collection vol.5                                                                  | マイキャラ☆フレッシュ・マイキャラ☆きりっと（阿澄佳奈）                                                                                            | 「Forever Friends 〜1/74億分の奇跡〜」 | ゲーム『アイドルタイムプリパラ』関連曲                                      |
| 6月30日  | GAME PriPara Music Collection vol.6                                                                  | マイキャラガールズ | 「スススス天才スマイル」 | ゲーム『アイドルタイムプリパラ』関連曲                                      |
| 6月30日  | GAME PriPara Music Collection vol.6                                                                  | マイキャラ☆フレッシュ・マイキャラ☆きりっと（阿澄佳奈）                                                                                            | 「スススス天才スマイル」 | ゲーム『アイドルタイムプリパラ』関連曲                                      |
| 7月27日  | 地平線ストライド                                                                                     | あおい（井口裕香）、ひなた（阿澄佳奈）、かえで（日笠陽子）、ここな（小倉唯）                                                                      | 「地平線ストライド」 | テレビアニメ『ヤマノススメ サードシーズン』オープニングテーマ               |
| 7月27日  | 地平線ストライド                                                                                     | ひなた（阿澄佳奈） | 「地平線ストライド」 | テレビアニメ『ヤマノススメ サードシーズン』関連曲                           |
| 7月27日  | 色違いの翼                                                                                           | あおい（井口裕香）、ひなた（阿澄佳奈） | 「色違いの翼」 | テレビアニメ『ヤマノススメ サードシーズン』エンディングテーマ               |
| 7月27日  | 色違いの翼                                                                                           | ひなた（阿澄佳奈） | 「色違いの翼」 | テレビアニメ『ヤマノススメ サードシーズン』関連曲                           |
| 8月24日  | ヤマノススメ サードシーズン キャラクターソングミニアルバム                                           | ひなた（阿澄佳奈） | 「てっぺん目指し隊」 | テレビアニメ『ヤマノススメ サードシーズン』劇中歌                           |
| 8月25日  | 劇場版 のんのんびより ばけーしょん オリジナルサウンドトラック                                        | 宮内れんげ（小岩井ことり）、一条蛍（村川梨衣）、越谷夏海（佐倉綾音）、越谷小鞠（阿澄佳奈）                                                        | 「おもいで」 | 劇場アニメ『劇場版 のんのんびより ばけーしょん』エンディングテーマ          |
| 9月22日  | GAME PriPara Music Collection vol.7                                                                  | マイキャラガールズ | 「ありがとう、ごめんね、また明日」 | ゲーム『アイドルタイムプリパラ』関連曲                                      |
| 9月22日  | GAME PriPara Music Collection vol.7                                                                  | マイキャラ☆フレッシュ・マイキャラ☆きりっと（阿澄佳奈）                                                                                            | 「ありがとう、ごめんね、また明日」 | ゲーム『アイドルタイムプリパラ』関連曲                                      |
| 9月26日  | ISLAND オリジナル・サウンドトラック                                                                  | 枢都夏蓮（阿澄佳奈） | 「Purest Summer」 | テレビアニメ『ISLAND』挿入歌                                                |
| 2019年   | | | |                                                                             |
| 5月25日  | GAME Pri☆chan Music Collection vol.1                                                                 | マイキャラガールズ | 「パシャッとパシャ☆ステでゴー！ 〜Go★Go Pri☆chan!〜」 | ゲーム『キラッとプリ☆チャン』関連曲                                         |
| 5月25日  | GAME Pri☆chan Music Collection vol.1                                                                 | マイキャラ☆げんき（阿澄佳奈） | 「パシャッとパシャ☆ステでゴー！ 〜Go★Go Pri☆chan!〜」 | ゲーム『キラッとプリ☆チャン』関連曲                                         |
| 5月29日  | プリンセスコネクト！Re:Dive PRICONNE CHARACTER SONG 08                                               | シズル（生天目仁美）、リノ（阿澄佳奈） | 「SUPER CHOCOLATE」 | ゲーム『プリンセスコネクト！Re:Dive』挿入歌                                 |
| 8月7日   | ☆3rd SHOW TIME 6☆ team鳳×team柊×team楪×team漣&那雪シスターズ                                         | 那雪シスターズ | 「ハンドメイド HAPPY!」 | テレビアニメ『スタミュ』関連曲                                              |
| 9月11日  | キラッとプリ☆チャン♪ミュージックコレクション                                                         | アイランジュ | 「パーフェクト・フィナーレ」 | テレビアニメ『キラッとプリ☆チャン』挿入歌                                   |
| 9月14日  | GAME Pri☆chan Music Collection vol.2                                                                 | マイキャラガールズ | 「Forever Friends 〜1/74億分の奇跡〜（プリ☆チャン2018ver.）」 「スススス天才スマイル（プリ☆チャン2018ver.）」 「ありがとう、ごめんね、また明日（プリ☆チャン2018ver.）」                         | ゲーム『キラッとプリ☆チャン』関連曲                                         |
| 11月20日 | 魔法少女リリカルなのは キャラクターソング コンプリートBOX                                            | イリス（日笠陽子）、ユーリ（阿澄佳奈） | 「Winds on hope〜荒野の果てへ〜」 | 劇場アニメ『魔法少女リリカルなのは Reflection』関連曲                       |
| 2020年   | | | |                                                                             |
| 1月15日  | 好きすぎてやばい。〜告白実行委員会キャラクターソング集〜                                             | HoneyWorks feat. 望月蒼太（梶裕貴）、早坂あかり（阿澄佳奈）                                                                                       | 「恋人たちのハッピーバースデー」 | 『告白実行委員会〜恋愛シリーズ〜』関連曲                                    |
| 1月15日  | 好きすぎてやばい。〜告白実行委員会キャラクターソング集〜                                             | HoneyWorks feat. 瀬戸口優（神谷浩史）、榎本夏樹（戸松遥）、望月蒼太（梶裕貴）、早坂あかり（阿澄佳奈）、芹沢春輝（鈴村健一）、合田美桜（豊崎愛生） | 「東京オータムセッション」 | 『告白実行委員会〜恋愛シリーズ〜』関連曲                                    |
| 6月24日  | ぼくたちは勉強ができない！ BD・DVD第6巻特典CD                                                        | 桐須真冬（Lynn）、川瀬あゆ子（大地葉）、海原智波（阿澄佳奈）                                                                                      | 「ワンダー・ピュアマジック！」 | テレビアニメ『ぼくたちは勉強ができない！』挿入歌                            |
| 8月26日  | プリンセスコネクト！Re:Dive PRICONNE CHARACTER SONG 17                                               | リノ（阿澄佳奈） | 「フェアリーテイルは夢の中」 | ゲーム『プリンセスコネクト！Re:Dive』挿入歌                                 |
| 12月2日  | キラッとプリ☆チャン♪ソングコレクション〜from RAINBOW SKY〜                                           | プリティーオールフレンズ | 「プリマ☆ドンナ？メモリアル！」 | テレビアニメ『キラッとプリ☆チャン』挿入歌                                   |
| 2021年   | | | |                                                                             |
| 2月24日  | のんのんびよりでいず                                                                                 | 宮内れんげ（小岩井ことり）、一条蛍（村川梨衣）、越谷夏海（佐倉綾音）、越谷小鞠（阿澄佳奈）                                                        | 「ただいま」 | テレビアニメ『のんのんびより のんすとっぷ』エンディングテーマ               |
| 5月26日  | のんのんびより のんすとっぷ BD・DVD第3巻特典CD                                                       | 一条蛍（村川梨衣）、越谷小鞠（阿澄佳奈） | 「いっぱいのだいすき」 | テレビアニメ『のんのんびより のんすとっぷ』関連曲                           |
| 2022年   | | | |                                                                             |
| 10月12日 | 想いのち晴れ/扉を開けてベルを鳴らそう                                                                | あおい（井口裕香）、ひなた（阿澄佳奈） | 「想いのち晴れ」 | テレビアニメ『ヤマノススメ Next Summit』オープニングテーマ                  |
| 10月12日 | 想いのち晴れ/扉を開けてベルを鳴らそう                                                                | ひなた（阿澄佳奈） | 「想いのち晴れ」 | テレビアニメ『ヤマノススメ Next Summit』関連曲                              |
| 10月12日 | 想いのち晴れ/扉を開けてベルを鳴らそう                                                                | あおい（井口裕香）、ひなた（阿澄佳奈） | 「扉を開けてベルを鳴らそう」 | テレビアニメ『ヤマノススメ Next Summit』エンディングテーマ                  |
| 10月12日 | 想いのち晴れ/扉を開けてベルを鳴らそう                                                                | ひなた（阿澄佳奈） | 「扉を開けてベルを鳴らそう」 | テレビアニメ『ヤマノススメ Next Summit』エンディングテーマ                  |
| 10月12日 | 想いのち晴れ/扉を開けてベルを鳴らそう                                                                | あおい（井口裕香）、ひなた（阿澄佳奈） | 「はなうた*ステップ」 | テレビアニメ『ヤマノススメ Next Summit』関連曲                              |
| 2023年   | | | |                                                                             |
| 3月15日  | ねぇ、好きって痛いよ。 〜告白実行委員会キャラクターソング集〜                                        | HoneyWorks feat. 榎本夏樹（戸松遥）、早坂あかり（阿澄佳奈）、合田美桜（豊崎愛生）                                                                 | 「ロマンチックウェディング」 | 『告白実行委員会〜恋愛シリーズ〜』関連曲                                    |
| 3月15日  | ねぇ、好きって痛いよ。 〜告白実行委員会キャラクターソング集〜                                        | HoneyWorks feat. 瀬戸口優（神谷浩史）、榎本夏樹（戸松遥）、望月蒼太（梶裕貴）、早坂あかり（阿澄佳奈）、芹沢春輝（鈴村健一）、合田美桜（豊崎愛生） | 「東京スプリングセッション」 | 『告白実行委員会〜恋愛シリーズ〜』関連曲                                    |
| 12月7日  | ヤマノススメ Next Summit 〜あの山に、もう一度〜完全生産限定版特典サウンドトラックCD                  | あおい（井口裕香）、ひなた（阿澄佳奈） | 「はなうた*ステップ（ゲームサイズ）」 | ゲーム『ヤマノススメ Next Summit 〜あの山に、もう一度〜』オープニングテーマ |
| 2024年   | | | |                                                                             |
| 4月21日  | ブルーアーカイブ 青春あんさんぶる Vol.4「忍術研究部」                                                | 忍術研究部 | 「忍術研究部！只今参上！の巻。」 | ゲーム『ブルーアーカイブ -Blue Archive-』関連曲                             |
| 6月26日  | 見失う自分の声を探して                                                                               | 天道リノア（阿澄佳奈） | 「マリオネットの寝台」 | ゲーム『De:Lithe Last Memories』関連曲                                      |

### その他参加楽曲
| 発売日        | 商品名                                                       | 歌                                       | 楽曲 | 備考                                               |
| ------------- | ------------------------------------------------------------ | ---------------------------------------- | --- | -------------------------------------------------- |
| 2005年9月29日 | Eternal Love 大全集（愛）                                    | 廣田詩夢、阿澄佳奈、亀岡真美             | 「Eternal Love G.G.F. 白-HAKU-Version」 |                                                    |
| 2007年1月24日 | スケッチスイッチ                                             | 阿澄佳奈、水橋かおり、新谷良子、後藤邑子 | 「スケッチスイッチ」 | テレビアニメ『ひだまりスケッチ』オープニングテーマ |
| 2009年3月18日 | 百歌声爛 -女性声優編III-                                     | 阿澄佳奈                                 | 「芽生えドライブ」 「天使のゆびきり」 「LaLaLa 〜くちびるに願いをこめて〜」 「じゃじゃ馬にさせないで」 「だって、大好き！」 「LOVE☆トロピカーナ」 「おジャ魔女カーニバル!!」 「ぶぶチャチャ仕方ない？」 「ドリルでルンルン クルルンルン」 「タキシード・ミラージュ」 |                                                    |
| 2009年4月24日 | 断罪のマリア ドラマティックサウンドトラック エデンの夜想曲   | 阿澄佳奈                                 | 「神様どうか目を閉じて」 | ゲーム『断罪のマリア』エンディングテーマ           |
| 2009年8月24日 | 81プロデュースオリジナルドラマCD 天下布武 〜夢は遠く、儚く〜 | 阿澄佳奈                                 | 「哀花」 | ドラマCD『天下布武 〜夢は遠く、儚く〜』主題歌      |
| 2010年3月16日 | 好き、好き、大好き。                                         | 阿澄佳奈                                 | 「好き、好き、大好き。」 | OVA『這いよる！ ニャルアニ』エンディングテーマ     |
| 2010年3月26日 | Precious Colors                                              | 松来未祐 & 阿澄佳奈                      | 「Precious Colors」 |                                                    |

## 書籍

### 写真集
- LISP 1st写真集 〜LIS☆Photograph〜（2011年、主婦の友社）

### 関連書籍
- LIPS（集英社：既刊1巻、2011年 - ） - 応援